# Bombardowanie Warszawy (1939)
Bombardowanie Warszawy – naloty lotnicze niemieckiej Luftwaffe na Warszawę  podczas oblężenia miasta we wrześniu 1939 roku. Towarzyszył im silny ostrzał artyleryjski.
W czasie kampanii wrześniowej stolica Polski była wielokrotnie bombardowana z powietrza. Luftwaffe zaatakowała miasto już w pierwszym dniu wojny, tj. 1 września. Od 8 września Warszawa była również ostrzeliwana przez niemiecką artylerię. Najsilniejsze naloty przeprowadzono 4, 8, 9, 10, 13, 17, 20, 24 i 25 września. W tym ostatnim dniu, który do historii Warszawy przeszedł jako „lany poniedziałek”, miasto było bombardowane przez ponad 400 samolotów, co stanowiło najsilniejszy atak powietrzny w dotychczasowej historii wojen, a zarazem największy atak Luftwaffe na pojedyncze miasto do czasu bombardowań Stalingradu w 1942 roku. Ofiary i zniszczenia spowodowane nalotami i ostrzałem artyleryjskim uczyniły dalszą obronę Warszawy niemożliwą i były jednym z czynników, które skłoniły polskie dowództwo do podjęcia rokowań kapitulacyjnych.
Podczas nalotów na Warszawę niemieccy lotnicy nie ograniczali się do atakowania celów militarnych, lecz wielokrotnie bombardowali i ostrzeliwali także cele cywilne, w tym szpitale, kościoły, instytucje kultury oraz obiekty zabytkowe.
Stolicy Polski broniły pododdziały Ośrodka Obrony Przeciwlotniczej „Warszawa” (czynna OPL), bierna OPL oraz – do 6 września – Brygada Pościgowa. Naloty na Warszawę były natomiast przeprowadzane przez samoloty niemieckich Luftflotte 1 i Luftflotte 4.

## Organizacja obrony przeciwlotniczej Warszawy

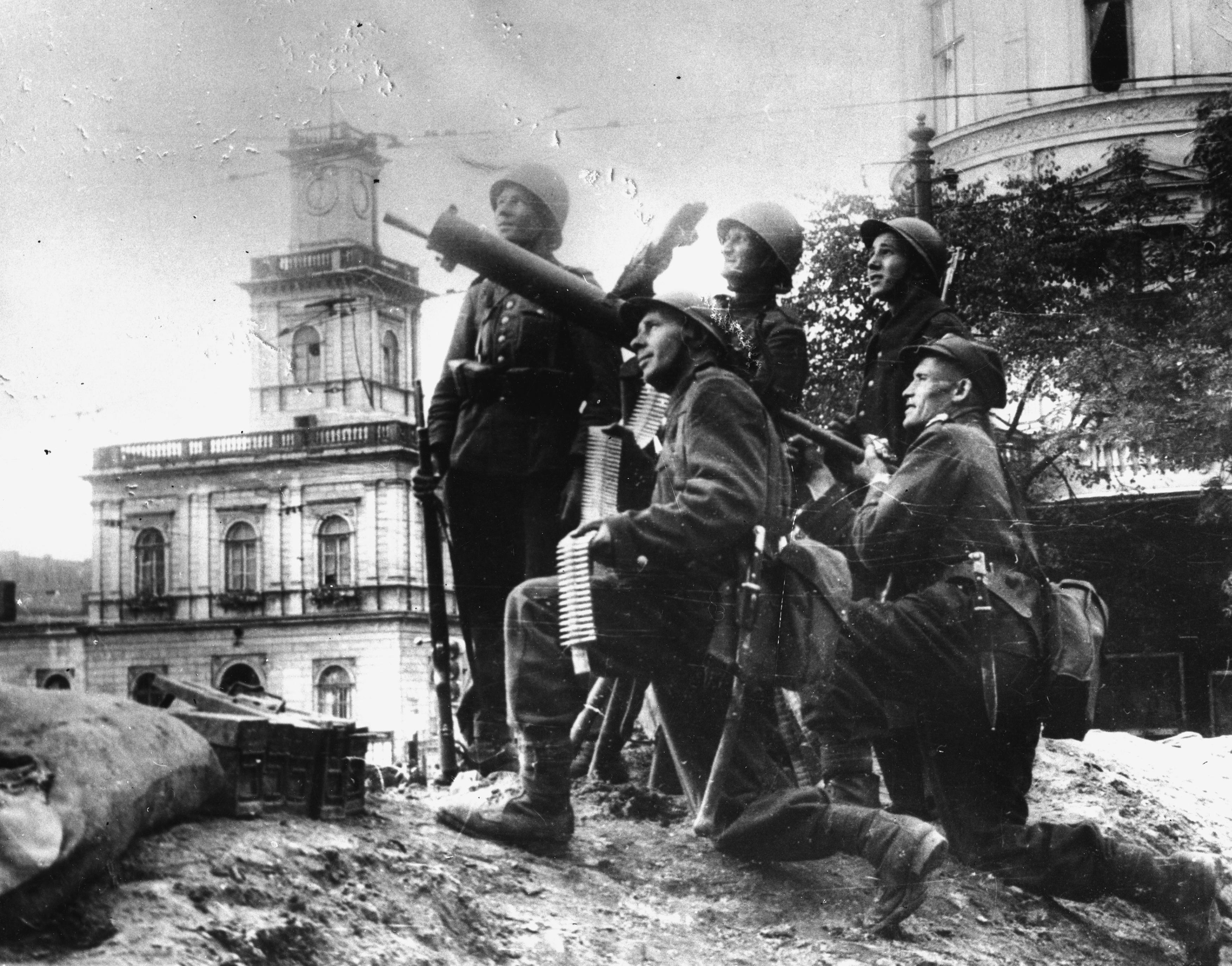
Stanowisko przeciwlotniczego ckm wz. 30 w pobliżu Dworca Wiedeńskiego

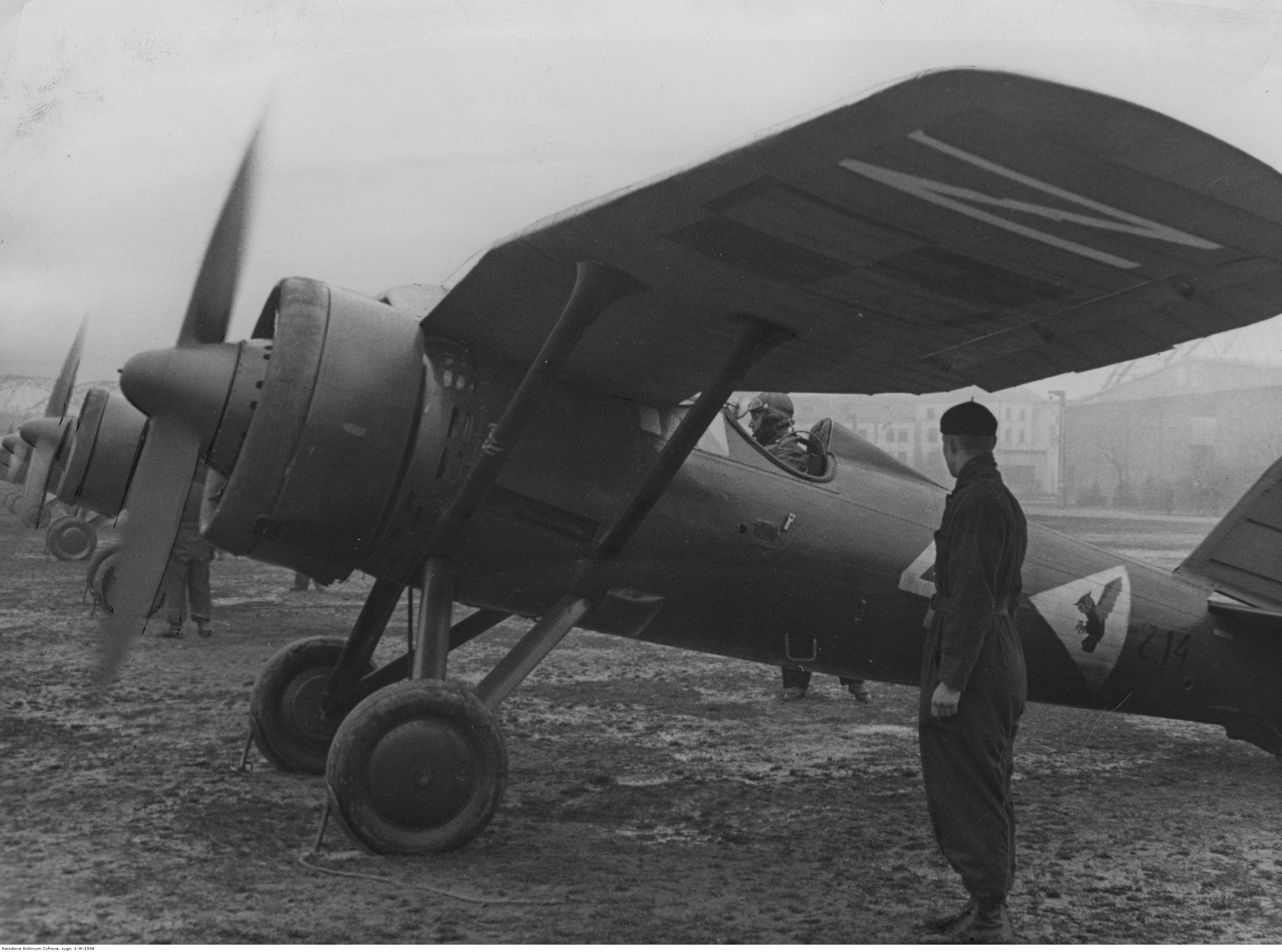
Samolot myśliwski PZL P.11 z 113 eskadry myśliwskiej. W pierwszych dniach września 1939 na maszynach tego typu spoczywał główny ciężar obrony Warszawy przed nalotami Luftwaffe

Zgodnie z przyjętymi jeszcze przed wojną planami, obrona stolicy przed atakami z powietrza dzieliła się na obronę przeciwlotniczą czynną i bierną.
Za obronę czynną odpowiadał Ośrodek Obrony Przeciwlotniczej „Warszawa”. Dowodził nim płk Kazimierz Baran, będący jednocześnie dowódcą 1 Pułku Artylerii Przeciwlotniczej im. Marszałka Edwarda Rydza-Śmigłego (1 paplot). Jego zastępcą był ppłk Franciszek Jórasz, a szefem sztabu – mjr Antoni Mordasewicz. Siedziba komendy ośrodka mieściła się w podziemiach Państwowego Banku Rolnego.
Zdecydowaną większość armat przeciwlotniczych przeznaczonych do obrony Warszawy wystawił stacjonujący stale w stolicy 1 paplot. Dodatkowo pod koniec sierpnia 1939 roku z Górnego Śląska przybyły 156. i 157. baterie półstałe ze składu 15 daplot. Tym samym w dniu wybuchu wojny w dyspozycji OPL Warszawy znajdowały się:
- 72[6] lub 74[7] armaty plot. 75 mm (różnych typów)
- 24[6] lub 30[7] armat plot. 40 mm
- 4[7] lub 7[6] kompanii przeciwlotniczych karabinów maszynowych[7]
- 1[6] lub 3[8] kompanie reflektorów przeciwlotniczych (36 szt.)[9]
- kompania balonów zaporowych[6] (40 szt.)[8]

Baterie wyposażone w armaty 75 mm bronić miały obszaru całego miasta, podczas gdy plutony armat 40 mm oraz przeciwlotnicze karabiny maszynowe osłaniały poszczególne obiekty o istotnym znaczeniu strategicznym: mosty, lotniska i zakłady przemysłowe. Tadeusz Jurga szacował, że Ośrodkowi OPL „Warszawa” przydzielono aż 19% artylerii przeciwlotniczej pozostającej w dyspozycji Wojska Polskiego. Z ustaleń Tadeusza Krząstka wynika, że była ona podzielona w następujący sposób:
- odcinek „Północ”: 101. dywizjon półstały artylerii plot. (12 armat 75 mm wz. 1897), 101. samodzielna bateria półstała (4 armaty 75 mm wz. 37);
- odcinek „Południe”: 102. dywizjon półstały artylerii plot. (12 armat 75 mm wz. 1897), 102. samodzielna bateria półstała (4 armaty 75 mm wz. 37);
- odcinek „Wschód”: 103. dywizjon półstały artylerii plot. (16 armat 75 mm wz. 1897), 103. samodzielna bateria półstała (4 armaty 75 mm wz. 37)[c];
- odcinek „Środek”: 11. zmotoryzowany dywizjon artylerii plot. (12 armat 75 mm wz. 36);
- grupa „Mosty”: 104., 105., 106., 107., 108. plutony armat 40 mm (po dwie armaty każdy)[d];
- rejon Siekierek: 156. i 157. baterie półstałe artylerii plot. (po 4 armaty 75 wz. 37), bateria armat 75 mm przyczepkowa (2 armaty);
- cztery plutony armat 40 mm (po dwie armaty każdy), przydzielone do obrony odpowiednio: fortu Traugutta, zakładów PZL na Okęciu, Pragi i zakładów mechanicznych w Ursusie.

Osłonę stolicy z powietrza zapewniać miała Brygada Pościgowa pod dowództwem płk. Stefana Pawlikowskiego. Był to jedyny w Wojsku Polskim taktyczny związek lotnictwa myśliwskiego. Brygada była jednostką dyspozycyjną Naczelnego Wodza, aczkolwiek podlegała częściowo także dowódcy Ośrodka OPL „Warszawa”. Jej podstawowym zadaniem było powstrzymywanie niemieckich wypraw bombowych na podejściach do miasta znajdujących się poza zasięgiem polskiej artylerii przeciwlotniczej. Sztab Brygady Pościgowej zmobilizował się 24 sierpnia 1939 roku. W jej skład weszły III i IV dywizjony myśliwskie 1 Pułku Lotniczego (1 plot.). 29 sierpnia myśliwce Brygady Pościgowej zostały przebazowane z lotniska wojskowego na Okęciu na lotniska polowe: dywizjon III/1 do Zielonki, a dywizjon IV/1 do Poniatowa. W dniu wybuchu wojny Brygada Pościgowa posiadała na stanie 53 samoloty myśliwskie (43 PZL P.11 i 10 PZL P.7) oraz trzy samoloty łącznikowe RWD-8. Tym samym do obrony stolicy zaangażowano 33% polskiego lotnictwa myśliwskiego.
Aby umożliwić skuteczne naprowadzanie myśliwców na cel, wokół Warszawy zorganizowano sieć dozorowania, którą tworzyły trzy pierścienie posterunków obserwacyjnych, odległe od siebie o 50 kilometrów. Do wybuchu wojny zorganizowano około 800 posterunków głównych i pomocniczych. Te pierwsze posiadały bezpośrednie połączenie telefoniczne z Centralną Zbiornicą Obrony Kraju, która mieściła się w gmachu Urzędu Telekomunikacyjnego i Telegraficznego przy ul. Nowogrodzkiej 45 w Warszawie. Centralna Zbiornica była z kolei połączona kablem wielokrotnym ze sztabem Brygady Pościgowej w Zielonce.
Dowódcą wojskowym warszawskiego ośrodka biernej OPL był płk Tadeusz Bogdanowicz, podczas gdy na czele komendy społecznej stał wiceprezydent Warszawy Julian Kulski. Siedziba komendy biernej OPL mieściła się przy ul. Długiej 25 (w podziemiach kina). Pod względem organizacyjnym bierna OPL dzieliła się na trzy dzielnice: „Północną” i „Południową” w lewobrzeżnej części miasta (rozgraniczała je linia kolei średnicowej) oraz Pragę. Kolejnymi ogniwami sieci organizacyjnej były komisariaty i obwody, najniższym był zaś „blok” – obejmujący zwykle jeden duży obiekt lub kilka mniejszych budynków. Do zadań biernej OPL należało: gaszenie pożarów, ratowanie osób zasypanych pod gruzami, ewakuacja rannych, zabezpieczanie zakładów przemysłowych i budynków użyteczności publicznej – zwłaszcza tych, których nieprzerwane działanie było niezbędne dla funkcjonowania miasta – zabezpieczanie mienia publicznego i prywatnego, usuwanie gruzów itp. 10 września zmilitaryzowano i podporządkowano dowódcy wojskowemu biernej OPL Warszawską Straż Ogniową. W trakcie działań wojennych z bierną OPL ściśle współpracowały ponadto: Straż Obywatelska, Polski Czerwony Krzyż, Liga Obrony Powietrznej i Przeciwgazowej (do ewakuacji jej zarządu głównego z Warszawy, która nastąpiła 4 września), Brygady Pogotowia Budowlanego i harcerstwo.
W system OPL Warszawy włączono radiostacje Polskiego Radia „Warszawa I” i „Warszawa II”, a także radiostację Policji Państwowej w Golędzinowie. Od 1 września radiostacja „Warszawa I” podawała publicznie zaszyfrowane komunikaty – dla lotnictwa i artylerii przeciwlotniczej – o zbliżających się samolotach nieprzyjaciela. Jeden z takich komunikatów („Uwaga! Uwaga! Przeszedł! Koma trzy!”) stał się znany za sprawą wiersza Antoniego Słonimskiego Alarm. Radiostacja „Warszawa II” ogłaszała z kolei meldunki dla biernej OPL.
W nalotach na Warszawę brały udział samoloty obu flot powietrznych Luftwaffe, które uczestniczyły w inwazji na Polskę. W ostatniej dekadzie września wprowadzono przy tym rozgraniczenie, w myśl którego Luftflotte 4 atakowała cele w lewobrzeżnej Warszawie, a Luftflotte 1 – Pragę.

## Kalendarium
| Data           | Naloty lotnicze i powiązane wydarzenia |
| -------------- | --- |
| 1 września     | Tego dnia Niemcy zamierzali przeprowadzić koncentryczny atak powietrzny na Warszawę całością sił bombowych dwóch flot powietrznych (operacja „Wasserkante”). Z powodu niesprzyjających warunków pogodowych nie doszedł on do skutku. Niemniej zarówno w godzinach porannych, jak i po południu, nad stolicą pojawiły się samoloty Luftflotte 1. Głównym celem niemieckich lotników było lotnisko Okęcie i zabudowania Polskich Zakładów Lotniczych – Wytwórni Płatowców Okęcie-Paluch (PZL WP-1), które bombardowano o 7:00, 12:30 i 16:30. W wyniku nalotu w płomieniach stanęły fabryczne magazyny i stolarnia. Tego dnia niemieckie bomby spadły także na osiedle Koło i kolonię WSM na Rakowcu, a według niektórych autorów także na robotnicze osiedla na Sielcach, Czerniakowie i Grochowie. Odnotowano ofiary śmiertelne. Zniszczenia materialne były natomiast niewielkie. Niemcom nie udało się uszkodzić mostów Poniatowskiego i Kierbedzia. Walkę ze zmierzającymi ku Warszawie formacjami Luftwaffe podjęły myśliwce Brygady Pościgowej oraz 152 eskadry myśliwskiej z armii „Modlin”. Według Jerzego Cynka miały one tego dnia zestrzelić 17 niemieckich samolotów. Inne źródła szacują niemieckie straty na ponad 20 samolotów, z czego jednak większość lądowała przymusowo z powodu braku paliwa, a co najmniej siedem zostało zestrzelonych lub ciężko uszkodzonych przez polskie myśliwce. Brygada Pościgowa straciła tego dnia 13 myśliwców (24,5% siły wyjściowej). W konsekwencji Naczelny Dowódca Lotnictwa i Obrony Przeciwlotniczej gen. Józef Zając rozkazał płk. Pawlikowskiemu „bardziej oszczędnie” dysponować siłami brygady. W reakcji na pierwsze niemieckie naloty komisaryczny prezydent Warszawy Stefan Starzyński zarządził powołanie Brygad Pogotowia Budowlanego, które miały wspierać bierną OPL oraz służby miejskie, niosąc natychmiastową pomoc ofiarom bombardowań i zajmując się usuwaniem ich skutków. |
| 2 września     | Luftwaffe operowała małymi grupkami, najczęściej dwusamolotowymi kluczami, na dużym obszarze wokół Warszawy. Niemieckie samoloty nadlatywały z różnych stron i na różnych wysokościach, starając się rozpoznać, a zarazem zdezorientować polską obronę. Tego dnia Brygadzie Pościgowej nie udało się przechwycić żadnego niemieckiego samolotu. Kilka niemieckich kluczy zdołało się przedrzeć nad Warszawę; Władysław Bartoszewski podaje, że naloty nastąpiły o świcie, w południe i w godzinach popołudniowych. Bomby spadły na Okęcie, gdzie zbombardowane zostały bloki mieszkalne osiedla zakładowego PZL, a także na obrzeża Pragi. Skuteczność nalotów była niewielka. W dziennym sprawozdaniu Warszawskiej Straży Ogniowej nie odnotowano żadnego pożaru spowodowanego nalotami lotniczymi. |
| 3 września     | Luftwaffe przejawiała aktywność od godzin porannych. Tego dnia bombardowane były przede wszystkim miejscowości podwarszawskie. Dwukrotnie ofiarą ciężkiego nalotu padło lotnisko na Okęciu. Podczas porannego ataku, przeprowadzonego przez skrzydło LG 1, niemieckie bomby uszkodziły hangary I, II, IV, V i VI 1 plot. Z kolei podczas popołudniowego nalotu, przeprowadzonego m.in. siłami skrzydła bombowego KG 27, bomby spadły nie tylko na teren 1 plot., lecz również na hale fabryczne PZL WP-1 i nieatakowanej dotąd PZL – Wytwórni Silników Okęcie (PZL WŚ-1). Ucierpiały ponadto pobliskie domy mieszkalne. Zniszczeniu uległo kilka samolotów PZL.37 Łoś, trzy PZL.43, dwa RWD-8 oraz pewna liczba silników lotniczych. Z pożarami przez ponad dwie godziny walczyła straż fabryczna PZL, wspierana przez trzy sekcje Warszawskiej Straży Ogniowej. W Warszawie niemieckie bomby spadły m.in. na cmentarz Powązkowski, gdzie spowodowały duże zniszczenia. Zbombardowany został ponadto tor wyścigów konnych na Służewcu, na którym ustawione były makiety polskich samolotów. Tego dnia nad Rembertowem myśliwce dywizjonu III/1 stoczyły „najbardziej zaciętą i klasyczną kołową walkę myśliwską” w kampanii wrześniowej. Polacy zestrzelili wtedy dwa dwusilnikowe myśliwce Messerschmitt Bf 110, sami tracąc cztery P.11. Piąty myśliwiec utracono na skutek błędu pilota. Tego samego wieczora Brygada Pościgowa rozpoczęła proces przebazowania na nowe lotniska polowe: w Radzikowie i Zaborowie. |
| 4 września     | W ciągu dnia Luftwaffe wykonała szereg rajdów małymi grupami, najprawdopodobniej usiłując w ten sposób zdezorientować i wyczerpać polskich obrońców. Polskim myśliwcom udało się przechwycić jedną z grup i zestrzelić dwusilnikowy Messerschmitt Bf 110. Po południu z Prus Wschodnich skierowała się na Warszawę silna wyprawa bombowa. Polski dywizjon IV/1 ze względu na niegotowość samolotów, wystartował z opóźnieniem, podczas gdy znajdująca się w powietrzu 112 eskadra z dywizjonu III/1 ze względu na kończące się paliwo nie zdołała związać przeciwnika walką. W konsekwencji nie niepokojona przez polskie myśliwce wyprawa bombowa dotarła nad Warszawę, gdzie między 16:00 a 17:00 przeprowadziła najsilniejszy jak dotąd nalot na miasto. W ogniu stanęły liczne budynki mieszkalne w centralnej części Pragi i na Grochowie, a także zabudowania fabryczne na Woli, Pradze i Okęciu. Zarejestrowano 17 dużych i 10 mniejszych pożarów. Odnotowano także wiele ofiar śmiertelnych; tylko pod gruzami dwóch zbombardowanych kamienic przy ul. Wroniej zginęło około 30 osób. Na Okęciu szkody okazały się bardzo poważne. Na terenie PZL WP-1 niemieckie bomby trafiły w kraksownię (halę remontów), uszkodziły kilka innych budynków oraz zniszczyły lub uszkodziły kilka samolotów PZL.37 Łoś, PZL.23 Karaś i PZL P.11. Na terenie PZL WŚ-1 zbombardowano halę obróbki mechanicznej, narzędziownię i montażownię. Pożar wybuchł również w sąsiedniej fabryce kabli Škoda. Na lotnisku bomby ponownie uszkodziły kilka hangarów 1 plot. oraz podpaliły stację benzynową. Celem niemieckich lotników stała się ponadto wagonownia na Szcześliwicach, gdzie od bomb zapłonęła pewna liczba wagonów kolejowych. Powracającą wyprawę bombową przechwyciły polskie myśliwce z dywizjonu IV/1 oraz 111 eskadry dywizjonu III/1. Według Jerzego Cynka miały one zestrzelić trzy niemieckie bombowce za cenę utraty trzech własnych maszyn. Według innych źródeł Polacy stracili trzy P.11 zniszczone i jeden ciężko uszkodzony, natomiast zestrzelili jeden bombowiec nurkujący Ju 87. Następnego dnia w odezwie do mieszkańców prezydent Starzyński poinformował, że na skutek nalotu „ucierpiał szereg rodzin, wiele domów zniszczono”. Bombardowanie w dniu 4 września było jednym z czynników, które przyczyniły się do podjęcia decyzji o częściowej ewakuacji rządu z Warszawy. |
| 5 września     | Luftwaffe kontynuowała nękające ataki siłami pojedynczych kluczy i eskadr; były one przeprowadzane z różnych kierunków i wysokości. Ich celem było zarówno wyczerpanie polskiej OPL i Brygady Pościgowej, jak i zdezorganizowanie życia w mieście. Liczne ofiary spowodował nalot na przepełniony uciekinierami Dworzec Wschodni. W zbombardowanej poczekalni zginęło m.in. około 20 harcerek, które niosły pomoc rannym. Poważnych zniszczeń doznały ponadto zbombardowane po raz kolejny zakłady PZL na Okęciu. Mimo powtarzających się nalotów nie odnotowano jednak objawów paniki, a życie w mieście toczyło się nadal relatywnie normalnym trybem. Powołano Stołeczny Komitet Samopomocy Społecznej, który miał nieść pomoc ofiarom bombardowań. Tego dnia, na skutek szybkich postępów Wehrmachtu, sieć dozorowania wokół Warszawy praktycznie się załamała, a strefa zwalczania samolotów Luftwaffe przez polskie myśliwce przeniosła się nad samo miasto. Brygada Pościgowa zorganizowała w najwyższym budynku w stolicy, tj. gmachu Prudentialu, swój posterunek obserwacyjny. W rejonie Warszawy doszło do kilku walk powietrznych. Według Jerzego Cynka polskie myśliwce zestrzeliły cztery samoloty Luftwaffe za cenę utraty trzech własnych maszyn. Według innych źródeł Brygada Pościgowa zestrzeliła 5 września tylko jeden Ju 87. Wieczorem, w ślad za rozkazami płk. Włodzimierza Ludwiga, kilka broniących dotąd stolicy dywizjonów artylerii przeciwlotniczej rozpoczęło ewakuację do miast na wschodzie kraju. Z Warszawy wywieziono blisko 50% armat plot., a także balony zaporowe oraz reflektory przeciwlotnicze. Fakt ten wpłynął negatywnie na morale ludności. |
| 6 września     | Luftwaffe kontynuowała nękające rajdy; przybrały one na intensywności zwłaszcza w godzinach popołudniowych. Silnie atakowane były mosty średnicowy i Poniatowskiego, a także Dworzec Zachodni i tory przetokowe. Dziewięciokrotnie bombardowano magazyny amunicji w Palmirach, co spowodowało pożar Puszczy Kampinoskiej. Do walki z ogniem skierowano część sekcji Warszawskiej Straży Ogniowej. Rano i około południa myśliwce Brygady Pościgowej stoczyły kilka pojedynków powietrznych nad miastem. Zestrzelono jeden Ju 87 i jeden Messerschmitt Bf 110 za cenę utraty trzech własnych maszyn. Po południu, z rozkazu gen. Zająca, Brygada Pościgowa udała się na wymiatanie w rejon Łodzi; w walce z napotkaną formacją niemieckich bombowców zestrzelono trzy samoloty, tracąc sześć myśliwców. Były to ostatnie walki stoczone przez Brygadę Pościgową w obronie Warszawy. Jeszcze tego samego popołudnia otrzymała ona bowiem rozkaz natychmiastowego przebazowania na węzeł lotnisk w pobliżu Lublina. Prawdopodobnie już wieczorem udały się tam zarówno myśliwce, jak i rzuty kołowe obu dywizjonów. Na lotniskach polowych pozostawiono cztery uszkodzone P.11. |
| 7 września     | W godzinach popołudniowych Luftwaffe przeprowadziła silny nalot na Pragę. Pożary wybuchły m.in. w okolicach dworców (Wschodniego i Wileńskiego) oraz na Targówku: w domach mieszkalnych oraz w fabryce mydła i świec przy ul. Grodzieńskiej. W płomieniach stanął również Szpital Przemienienia Pańskiego. Celem niemieckich ataków stały się ponadto fabryka „Pocisk” przy ul. Mińskiej, Państwowe Zakłady Inżynierii (PZInż) przy ul. Terespolskiej oraz składy drewna przy ul. Białostockiej. Uszkodzony został most Poniatowskiego. Pożary wybuchły również w Śródmieściu: w Szpitalu św. Łazarza przy ul. Książęcej oraz w gmachu Banku Polskiego przy ul. Bielańskiej. Z powodu uszkodzenia głównego przewodu wodociągowego przy ul. Zygmuntowskiej (ob. fragment al. „Solidarności”) Praga została pozbawiona bieżącej wody. Na Ochocie zbombardowano Szpital Dzieciątka Jezus. Strażacy, którzy walczyli z pożarami, byli ostrzeliwani przez niemieckich lotników ogniem broni pokładowej. |
| 8 września     | W godzinach popołudniowych nastąpił najsilniejszy od kilku dni nalot na Warszawę. Nosił on „wszelkie cechy nalotu terrorystycznego”. Celem była przede wszystkim Praga. W ogniu ponownie stanęły Dworzec Wileński, fabryka PZInż i fabryka „Pocisk”, a ponadto fabryka liczników przy ul. Terespolskiej. Około godziny 17:00 stolica została po raz pierwszy ostrzelana przez niemiecką artylerię polową. Kontynuowała ona ostrzał aż do godzin nocnych. Liczne pożary wybuchły w rejonie ulic Siennej, Sosnowej, Śliskiej i Złotej. W ogniu stanął jeden ze zbiorników gazu na Woli. W konsekwencji prezydent Starzyński był zmuszony podjąć decyzję o unieruchomieniu Gazowni Miejskiej. Ostrzał niemieckiej artylerii spowodował ponadto pożar hal targowych przy ul. Świętojerskiej oraz Koszar Sapieżyńskich przy ul. Zakroczymskiej, w których mieściła się filia 1 Szpitala Okręgowego. |
| 9 września     | W związku z rozpoczętym tego dnia szturmem niemieckiej 4 DPanc. na Ochotę i Wolę dowództwo Luftwaffe skierowało nad Warszawę blisko 150 bombowców nurkujących Ju 87, wchodzących w skład Lotnictwa do zadań specjalnych (Fliegerführer z.b.V. ) pod dowództwem gen. mjr. Wolframa von Richthofena. Pierwszy nalot rozpoczął się o godzinie 4:30 rano, następne powtarzały się co dwie godziny. Szczególnie silnie bombardowana była Praga. Polacy byli przekonani, że celem nalotów były przede wszystkim warszawskie mosty. Niemieckie raporty sugerują z kolei, że lotnicy używali mostów jako punktów orientacyjnych, koncentrując swoje ataki na prawdziwych lub domniemanych pozycjach polskiej artylerii. Bombardowane były tego dnia m.in. park Skaryszewski i Miejski Ogród Zoologiczny, gdzie – jak uważali Niemcy – miały się mieścić stanowiska polskich dział. Równocześnie Luftwaffe atakowała praskie dworce kolejowe oraz arterie wylotowe prowadzące z Pragi na wschód. W lewobrzeżnej części miasta spłonął trafiony bombami drewniany budynek Teatru Letniego w Ogrodzie Saskim. Pożary wybuchły także w gmachu Ministerstwa Komunikacji przy ul. Chałubińskiego, zakładzie chirurgii urazowej przy 1 Szpitalu Okręgowym oraz w domach przy ulicach Marszałkowskiej, Filtrowej, Złotej i Czerniakowskiej. Uszkodzone zostały pałac Zamoyskich i pałac Staszica. Odnotowano wiele uszkodzeń sieci wodociągowej i kanalizacyjnej oraz trakcji elektrycznej. Praga i zachodnia część Śródmieścia były ponadto ostrzeliwane przez niemiecką artylerię. W odezwie do obywateli prezydent Starzyński stwierdził: „Barbarzyńskimi metodami Niemcy usiłują zniszczyć i spalić stolicę, wyniszczyć ludność cywilną”. |
| 10 września    | Tego dnia w rozkazie dziennym sztabu generalnego Luftwaffe wprost nakazano „poczynić daleko idące zniszczenia w gęsto zasiedlonych dzielnicach miasta”, uzasadniając to rzekomymi polskimi zbrodniami na niemieckich żołnierzach. W konsekwencji Warszawa padła ofiarą siedemnastu nalotów (pierwszy o godz. 5:30). Według źródeł polskich wzięło w nich udział łącznie około 70 samolotów, z czego 5 miało zostać zestrzelonych. Szczególnie ciężki przebieg miał nalot popołudniowy, który trwał dwie godziny. Bombardowane było centrum miasta (okolice Krakowskiego Przedmieścia, ul. Królewskiej i pl. Piłsudskiego), a także Praga, Grochów, Targówek, Wawer i Saska Kępa. W prawobrzeżnej części miasta bomby spadły m.in. na park Skaryszewski, Miejski Ogród Zoologiczny i Dworzec Wschodni. Bombardowany był również rejon ul. Grochowskiej i al. Waszyngtona. W Państwowych Zakładach Tele- i Radiotechnicznych stanął w ogniu magazyn z kilkunastoma tysiącami ton węgla. Niemieckie samoloty ostrzeliwały z broni maszynowej uchodźców na szosie grochowskiej, a także kobiety kopiące ziemniaki na polach. Nad miastem zrzucono tysiące ulotek wzywające do kapitulacji. Jednocześnie ostrzał stolicy kontynuowała niemiecka artyleria; od jej pocisków zapaliły się jedna z wież i górne piętro Zamku Królewskiego. W mieście odnotowano wiele ofiar śmiertelnych i rannych. Dzień ten nazwano „krwawą niedzielą”. |
| 11 września    | Tego dnia nastąpił tylko jeden dzienny nalot na Warszawę, przeprowadzony przez Luftflotte 1 na wyraźny rozkaz Oberkommando der Luftwaffe. Niemcy przeprowadzili także słaby nalot nocny. Bomby uszkodziły m.in. Belweder. Atakowane były również mosty Poniatowskiego i Kierbedzia. Podczas nalotu dziennego zestrzelono dwa niemieckie samoloty. Jeden, trafiony ogniem przeciwlotniczego karabinu maszynowego, spadł w rejonie al. Na Skarpie, co wywołało entuzjazm ludności cywilnej. Drugi spadł w rejonie ul. Tamka, a jego płonące paliwo spowodowało pożar znajdującego się tam niedokończonego budynku. Tego dnia Śródmieście było ostrzeliwane z kilku stron przez niemiecką artylerię ciężką. Przy ul. Bema od jej pocisków stanęły w ogniu elewatory zbożowe. W wyniku trwającej kilka dni akcji gaszenia pożaru, w której wzięło udział wielu mieszkańców Woli, udało się uratować większość zapasów zboża. Na Ochocie, między ulicami Niemcewicza a Spiską, na skutek nalotu zapaliły się składy węgla. Strażaków, którzy usiłowali ugasić pożar, niemieccy lotnicy ostrzelali z broni pokładowej. |
| 12 września    | Luftwaffe nie przejawiała większej aktywności nad Warszawą. Miasto było natomiast intensywnie ostrzeliwane przez niemiecką artylerię. |
| 13 września    | Tego dnia Reichsmarschall Hermann Göring nakazał przeprowadzenie koncentrycznego nalotu na Warszawę, z wykorzystaniem całości Lotnictwa do zadań specjalnych. Ze względu na fakt, iż rozkaz otrzymano ze zbyt krótkim wyprzedzeniem, działania Fliegerführer z.b.V. były w dużej mierze improwizowane. Bombardowanie rozpoczęło się po godzinie 17:00, z wykorzystaniem zarówno bomb burzących, jak i zapalających. Według źródeł niemieckich nad cel dotarły 183 samoloty (Polacy szacowali ich liczbę na około 50). Wolfram von Richthofen bardzo krytycznie ocenił przebieg tej akcji, wskazując, że żadnej jednostce nie udało się zaatakować zgodnie z harmonogramem, w powietrzu panował chaos, na skutek czego „samoloty prawie zderzały się ze sobą”, a dymy pożarów uniemożliwiły lotnikom celny zrzut bomb. Niemniej nalot spowodował w Warszawie największe straty od momentu rozpoczęcia wojny. Według meldunków OPL wybuchło 150 pożarów. W ogniu stanęły całe ulice a gaszenie pożarów było utrudnione z powodu wzniesionych w mieście barykad, utrudniających strażakom dostęp do płonących budynków. Odnotowano wiele ofiar śmiertelnych, a setki mieszkańców straciły dach nad głową. Silnie bombardowane było Śródmieście, ucierpiał także Żoliborz. Niemcy ponownie zbombardowali stanowiska artylerii i drogi wylotowe na Pradze. W dniu tym, w którym wypadało święto Rosz ha-Szana, szczególnie intensywnie była jednak atakowana dzielnica północna, licznie zamieszkiwana przez ludność żydowską. Na cmentarzu żydowskim przy ul. Okopowej zginąć miało 130 osób. Uszkodzone zostały m.in. gmach GISZ, Arsenał oraz ponownie cmentarz Powązkowski. Na Woli stanęła w ogniu Fabryka Przetworów Chemicznych „Dobrolin”. Pożary wybuchły ponadto w kamienicach przy ul. Twardej i ul. Grójeckiej. Odnotowano, że samoloty z premedytacją atakowały obiekty oznaczone flagami Czerwonego Krzyża. Niemcy ostrzelali także gmach Cyrku Braci Staniewskich, wiedząc dzięki nasłuchowi radiowemu, że schroniło się w nim blisko 1000 ludzi. W rejonie ul. Ostroroga na Woli niemiecki samolot ostrzelał kobiety kopiące ziemniaki. Jedną z ofiar była 14-letnia Anna Kostewicz, której śmierć uwiecznił na fotografii Julien Bryan. |
| 14–15 września | Luftwaffe nie przejawiała większej aktywności nad Warszawą. Niemcy kontynuowali natomiast ostrzał artyleryjski wielu dzielnic miasta. Uszkodzone zostały gmach Prudentialu, a także liczne kościoły i domy mieszkalne. W dzielnicy północnej silne pożary wybuchły na ulicach Gęsiej i Franciszkańskiej (14 września). Następnego dnia niemiecka artyleria intensywnie ostrzeliwała Dworzec Gdański i jego okolice. |
| 16 września    | Niemieckie samoloty zrzucały nad miastem ulotki. Wzywano w nich, by Warszawa skapitulowała w ciągu 12 godzin, a w przypadku odmowy – by ludność cywilna w ciągu 12 godzin opuściła miasto, wychodząc drogami na Siedlce i Garwolin. W ulotkach głoszono: „Rząd Wasz uczynił miasto terenem walk i pozbawił je charakteru miasta otwartego”, czemu towarzyszyły twierdzenia, iż „zostały dotychczas – stosownie do rozkazów Führera – zbombardowane tylko dzielnice miejskie ważne ze względów wojskowych […], jak też dzielnice miejskie w których znajdują się tereny wojskowe”. Jeszcze tego samego dnia celem ostrzału artyleryjskiego stało się Śródmieście. Liczne pożary wybuchły w rejonie ulic Chmielnej, Sosnowej, Świętokrzyskiej, Zielnej, Złotej oraz Nowego Światu. Zburzony został II pawilon Szpitala Dzieciątka Jezus, w którym mieścił się oddział chirurgiczny. Śmierć poniosło wielu pacjentów oraz kilka osób personelu. Pożary wybuchły ponadto na terenach Dworca Głównego, szpitala PCK, gimnazjum im. Mikołaja Reja oraz ewangelicko-augsburskiego kościoła Św. Trójcy. Wieczorem stanęła w ogniu Elektrownia Miejska. W walce z pożarami pomogły silne opady deszczu i gradu, które wystąpiły w godzinach popołudniowych. |
| 17 września    | Hermann Göring ponownie nakazał przeprowadzenie koncentrycznego nalotu na Warszawę. Ostatecznie ze względu na odmienne priorytety Adolfa Hitlera, który domagał się jak najszybszego zniszczenia resztek wojsk polskich walczących nad Bzurą, do akcji przeciwko polskiej stolicy weszły tylko jednostki Luftflotte 1. Zbombardowały one miasto o poranku i w godzinach popołudniowych. Użyto bomb burzących i zapalających. Nalotom towarzyszył całodzienny ostrzał artylerii; na miasto spadło tego dnia około 5 tys. pocisków artyleryjskich. Odnotowano około 500 ofiar, w tym w kościołach, które zaatakowano w czasie niedzielnych nabożeństw. Naloty i ostrzał artylerii spowodowały także ogromne szkody materialne. Zamek Królewski uległ zniszczeniu w 80%; w czasie akcji ratowania jego zbiorów zginął kustosz Kazimierz Brokl. Pożary wybuchły w pałacu Brühla oraz ponownie w kościele Św. Trójcy. Zapłonęły również katedra św. Jana Chrzciciela wraz z sąsiednim kościołem Matki Bożej Łaskawej, kościół Świętego Krzyża, gmachy Sejmu i Ministerstwa Spraw Wojskowych, Państwowy Zakład Higieny oraz stacja pomp kanałowych przy ul. Dobrej. Uszkodzony został gmach Muzeum Narodowego. Tego dnia w przemówieniu radiowym prezydent Starzyński stwierdził: „Obywatele, ciężki był dla Warszawy dzień dzisiejszy. Pociski nieprzyjacielskie trafiały w setki domów. Ale przede wszystkim biły w Zamek, biły w Katedrę św. Jana, biły w kościół jezuicki, biły w bardzo wiele drogich naszemu sercu miejsc”. |
| 18 września    | Luftwaffe nie bombardowała Warszawy, jedynie trzykrotnie zrzucono na miasto ulotki z wezwaniem do kapitulacji. Niemcy kontynuowali natomiast ostrzał artyleryjski. Jego celem były m.in. okolice pl. Napoleona oraz Port Praski. Tego dnia pożary wybuchły m.in. w gmachu Prudentialu, Domu Żołnierza i w Instytucie Weterynaryjnym. |
| 19 września    | Niemieckie samoloty ponownie zrzuciły nad miastem ulotki z wezwaniem do kapitulacji. Jednocześnie nadal trwał ostrzał artyleryjski. Pożary wybuchły m.in. w fabryce Norblina przy ul. Żelaznej, Szkole Handlowej Zgromadzenia Kupców m. Warszawy przy ul. Prostej oraz magazynie fabryki wyrobów gumowych „Rygawar”. W wygłoszonym tego dnia przemówieniu radiowym prezydent Starzyński stwierdził: „Barbarzyńskie bombardowanie miasta i cywilnej ludności trwa. Tego rodzaju metody nie mają precedensu w historii: znajdą określenie i karę [...] Do czego potrzebne jest zniszczenie pamiątek takich, jak Zamek, Belweder, Sejm, kościoły z katedrą św. Jana na czele?” |
| 20 września    | Tego dnia przeprowadzono jeden z najsilniejszych nalotów w czasie oblężenia Warszawy. Kilkadziesiąt samolotów zrzuciło bomby na Śródmieście, Stare Miasto, Powiśle i północną część Pragi (Bródno, Pelcowizna). Uszkodzone zostały m.in. Muzeum Narodowe, pałac Jabłonowskich (ratusz) i Stacja Filtrów. Odnotowano również liczne pożary i uszkodzenia w budynkach szkolnych i mieszkalnych. Poważnie ucierpiał bazar Różyckiego. Doszczętnie spłonęły uszkodzone już wcześniej elewatory zbożowe na Woli. Niemieckie bomby spadły ponadto na osiedle baraków dla bezrobotnych przy ul. Okopowej. W tym czasie polska artyleria przeciwlotnicza odczuwała już niedobór amunicji. |
| 21 września    | W godzinach porannych Luftflotte 1 przeprowadziła silny nalot na Warszawę, koncentrując się na Pradze. Niemcy kontynuowali także ostrzał artyleryjski wielu dzielnic miasta. Pociski spadły m.in. na Zamek Królewski, Cytadelę i Miejskie Zakłady Autobusowe. 21 września w godzinach popołudniowych ogłoszono chwilowe zawieszenie broni, podczas którego miasto opuściło 178 członków korpusu dyplomatycznego i 1,2 tys. cudzoziemców. Tego samego dnia w związku z niemieckimi atakami na cele cywilne prezydent Starzyński zwrócił się z prośbą o interwencję do władz Międzynarodowego Czerwonego Krzyża. Stwierdził przy tym, że „z siedmiu szpitali Czerwonego Krzyża cztery były już zbombardowane, a jeden trzykrotnie”. W nocy ogień niemieckiej artylerii zniszczył część pawilonów Szpitala św. Łazarza przy ul. Książęcej. |
| 22 września    | Zła pogoda ograniczała działania Luftwaffe nad Warszawą. Początkowo pojedyncze samoloty zrzucały ulotki z wezwaniem do kapitulacji. Następnie dwukrotnie, między 14:00 a 15:00 oraz po 16:00, miasto padło ofiarą nalotów. W obu wypadkach przeprowadziły je grupy bombowców liczące około 20 maszyn (były wśród nich Ju 87 z St.G 2 „Immelmann”). Celem niemieckich lotników był m.in. most Poniatowskiego. Jednocześnie artyleria kontynuowała ostrzał Marymontu, Żoliborza, Bielan, Ochoty i Woli. |
| 23 września    | W nocy miasto, w tym zwłaszcza Śródmieście i Żoliborz, było silnie ostrzeliwane przez artylerię. Karol Mórawski podaje, że o poranku do ataku przystąpiła również Luftwaffe. Niemieccy lotnicy mieli skoncentrować ataki m.in. na obiektach szpitalnych. Inni autorzy wskazują jednak, że tego dnia z powodu złych warunków pogodowych aktywność Luftwaffe nad Warszawą ograniczyła się do kilku lotów rozpoznawczych, a większość ofiar i zniszczeń odnotowanych tego dnia przypisują działaniu niemieckiej artylerii. Przez całą dobę palił się Szpital Przemienienia Pańskiego. Na skutek niemieckiego ostrzału gwałtowny pożar wybuchł również w gmachu Teatru Wielkiego. Wiele zniszczeń odnotowano w rejonie Krakowskiego Przedmieścia, Nowego Światu i pl. Trzech Krzyży. Poważnych uszkodzeń doznały: kościół Św. Trójcy (ponownie), kościół Najświętszego Zbawiciela, pałac Paca, pałac Branickich, pałac Rady Ministrów, gmach Sztabu Głównego przy ul. Rakowieckiej, hotel Europejski i hotel Bristol. Od pocisków niemieckiej artylerii ucierpiały zabudowania Uniwersytetu Warszawskiego, w tym Pałac Kazimierzowski, gmach prorektorski oraz gmach Wydziału Chemii i Farmacji. Na Solcu gwałtowny pożar ogarnął kwartał ulic Solec–Wilanowska–Okrąg, gdzie obok domów mieszkalnych zapłonęła fabryka korków, skład desek, magazyny wojskowe oraz kościół św. Trójcy. W dniu tym, w którym Żydzi obchodzili święto Jom Kipur, silnie bombardowana była ponadto dzielnica północna. Celami ataków były zabudowania mieszkalne i synagogi. Tego dnia zginęło co najmniej 100 osób. Około godziny 15:00 zniszczeniu uległy główne urządzenia Elektrowni Miejskiej. W mieście uruchomiono agregaty prądotwórcze, jednakże z powodu uszkodzeń sieci elektroenergetycznej musiały one przerwać pracę po kilku godzinach. Przerwy w dostawach prądu poważnie utrudniły funkcjonowanie szpitali. Z tego samego powodu przestały ukazywać się gazety, zamilkło również radio. Zanim to nastąpiło, prezydent Starzyński wygłosił swoje ostatnie przemówienie radiowe do mieszkańców stolicy. Zniszczenie wielu magazynów w wyniku nalotów i ostrzału artyleryjskiego spowodowało gwałtowne pogorszenie zaopatrzenia w żywność. |
| 24 września    | Silne naloty przeprowadzono między 9:00 a 11:00 oraz po 15:00. Bomby spadły m.in. na gmach PAST-y, paraliżując łączność polową, a także na fort Mokotów, wymuszając ewakuację techników radiowych obsługujących nadajnik Warszawa II. Ponadto niemieckie samoloty zrzuciły nad miastem ulotki z wezwaniem do kapitulacji. Jednocześnie artyleria silnie ostrzeliwała Ochotę, Mokotów i Śródmieście, powodując pożary domów mieszkalnych i budynków użyteczności publicznej. Poważnym uszkodzeniom uległy m.in. pałac Krasińskich oraz gmachy GISZ i Politechniki. Na skutek uszkodzenia Stacji Filtrów oraz zniszczeń w sieci wodociągowej ustał dopływ wody, co w wielu wypadkach uniemożliwiło skuteczną walkę z pożarami. |
| 25 września    | Przez całą noc trwał ostrzał artyleryjski. Następnie Warszawa – począwszy od godziny 7:00 aż do zmroku – była bombardowana z niespotykaną dotąd intensywnością. Dzień ten przeszedł do historii stolicy jako „lany poniedziałek”, „czarny poniedziałek”, „krwawy poniedziałek” lub „sądny poniedziałek”. Naloty dywanowe były wymierzone w centralne dzielnice. Wzięło w nich udział około 430 samolotów, w tym 240 Ju 87 „Stuka”, około 100 Do 17, około 30 Ju 52, a także pewna liczba He 111 i Hs 123. Wykonały one 1176 lotów bojowych. Działania Luftwaffe koordynował Wolfram von Richthofen. Już po pierwszych bombardowaniach dymy pożarów wzniosły się na wysokość 3000 metrów. Dowódca niemieckiej 8 Armii gen. Johannes Blaskowitz zażądał wtedy przerwania nalotów, argumentując, że silne zadymienie uniemożliwi artylerii wybór celów. Adolf Hitler, który przebywał w tym czasie w armijnym sztabie w Grodzisku Mazowieckim, nakazał jednak kontynuować ataki z powietrza. Ostatecznie na miasto zrzucono 486 ton bomb burzących (według innych źródeł – 560 ton), a także ok. 72 tony bomb zapalających. Niemieccy lotnicy ostrzeliwali ponadto ludność z broni pokładowej. Był to najsilniejszy nalot w dotychczasowej historii wojen, a zarazem największy atak Luftwaffe na pojedyncze miasto do czasu bombardowań Stalingradu w 1942 roku. Szacuje się, że zginęło od 5 do 10 tys. osób, a nawet do 35 tys. zostało rannych. Wybuchło około 200 pożarów, a funkcjonowanie miasta zostało sparaliżowane. W płomieniach stanął szpital św. Ducha; śmierć poniosło około 300 pacjentów i pracowników. W Szpitalu Dzieciątka Jezus zniszczeniu uległ budynek główny przy ul. Lindleya; w czasie nalotu zginęło około 350 pacjentów i 50 członków personelu, w tym 17 sióstr szarytek. W Szpitalu Ujazdowskim niemieckie bomby zniszczyły pawilon chirurgiczny. Zapłonął i zawalił się gmach Medycyny Teoretycznej Uniwersytetu Warszawskiego, w którym zginęło kilkudziesięciu pacjentów przeniesionych z 1 Szpitala Okręgowego. Bomby zapalające spadły również na Szpital Wolski, nie powodując jednak większych szkód. Silnie zbombardowane zostały Elektrownia Miejska, Stacja Filtrów i Gazownia Miejska. Niemieckie bomby zniszczyły redakcję i drukarnię socjalistycznego pisma „Robotnik” przy ul. Wareckiej. W płomieniach stanęły ponadto: pałac Ministra Skarbu wraz z sąsiednim pałacem Komisji Rządowej Przychodów i Skarbu, pałac Zamoyskich, gmach Resursy Obywatelskiej, Muzeum Przemysłu i Rolnictwa oraz dziesiątki domów mieszkalnych w Śródmieściu. W zbombardowanym gmachu ratusza zginął m.in. wiceprezydent Warszawy Jan Około-Kułak. Poważnych zniszczeń doznała Kolonia Staszica, gdzie doszczętnie spłonęła tzw. kolonia domków rządowych między ulicami Sędziowską a Suchą. Na obrzeżach Pragi niemieckie samoloty omyłkowo zbombardowały pozycje własnego I KA. Polska obrona przeciwlotnicza zdołała zestrzelić jeden Ju 87 i dwa Ju 52. Ofiary i zniszczenia spowodowane tym nalotem uczyniły dalszą obronę stolicy niemożliwą i skłoniły polskie dowództwo do podjęcia decyzji o rozpoczęciu rokowań kapitulacyjnych. |
| 26 września    | Niemcy kontynuowali ostrzał artyleryjski. Jednocześnie w godzinach porannych Luftwaffe przeprowadziła nalot na miasto, który trwał trzy godziny, a którego celem było przede wszystkim Śródmieście. Bombardowanie było słabsze niż poprzedniego dnia. |

## Skutki

### Ofiary

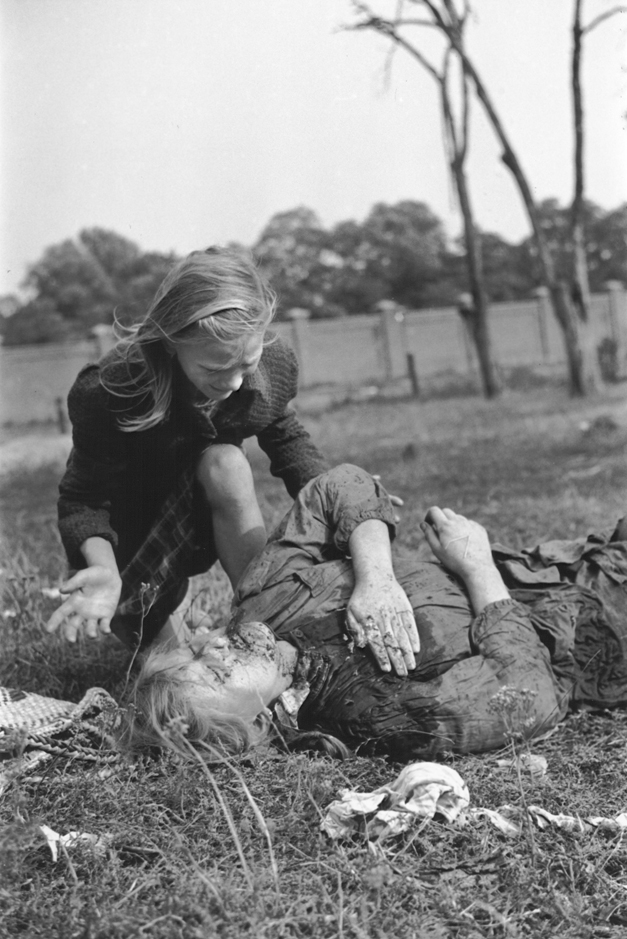
Kazimiera Kostewicz rozpaczająca nad zwłokami swej starszej siostry Anny, zabitej ogniem broni pokładowej z niemieckiego samolotu

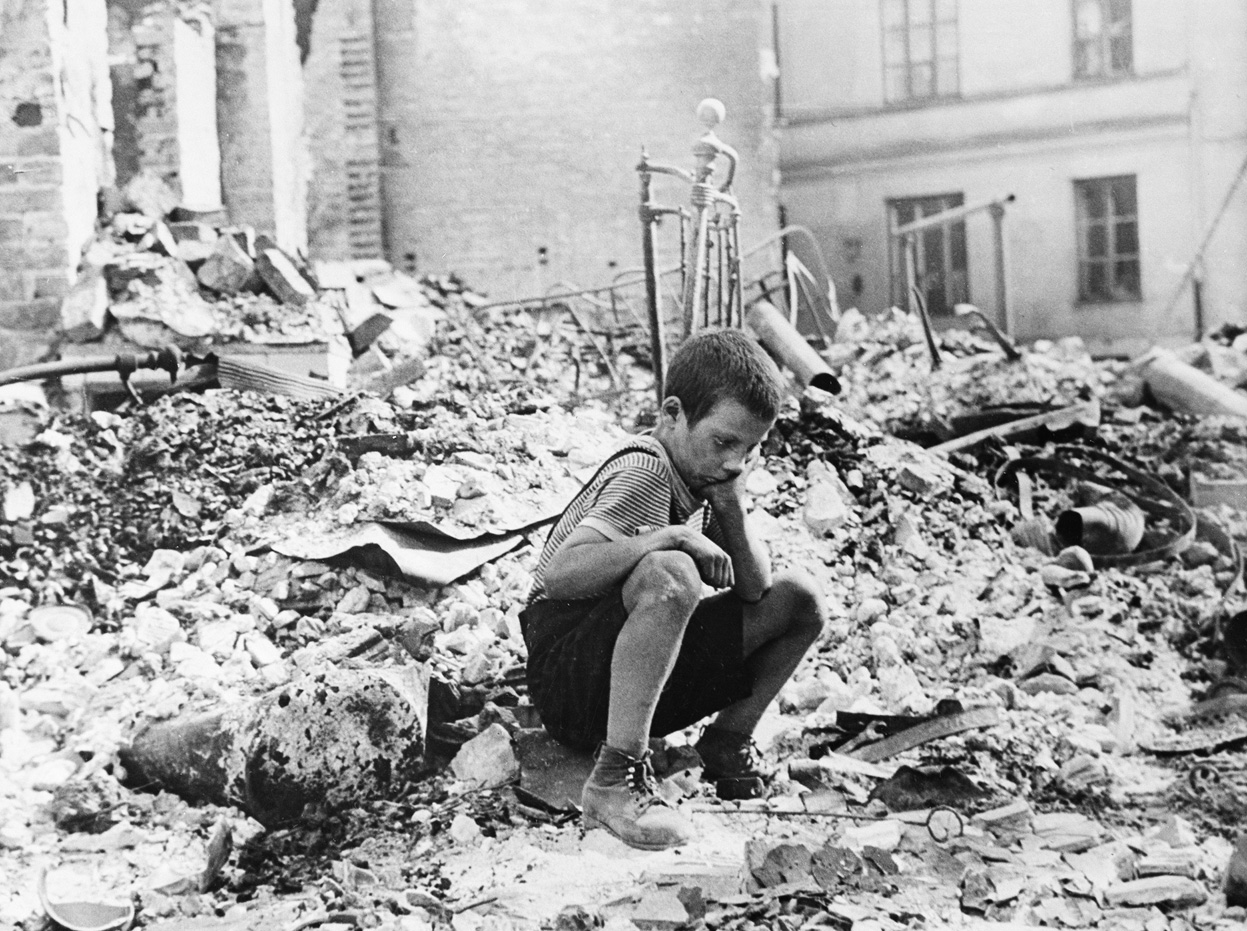
Ryszard Pajewski na gruzach rodzinnego domu

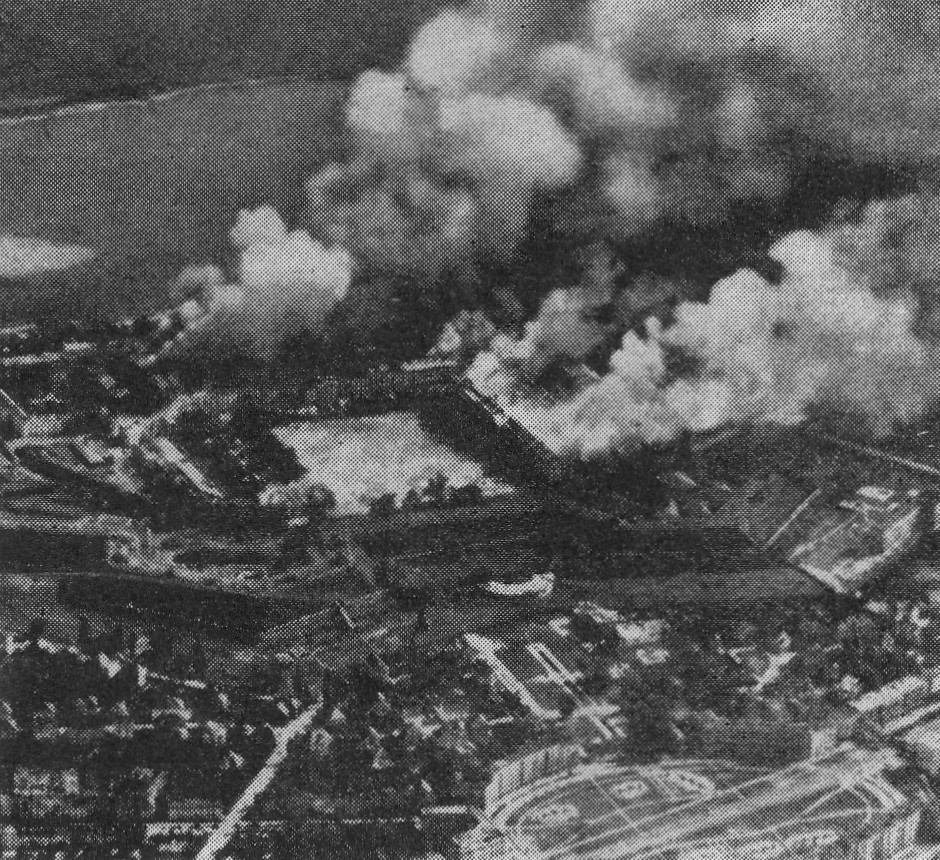
Zbombardowana Cytadela

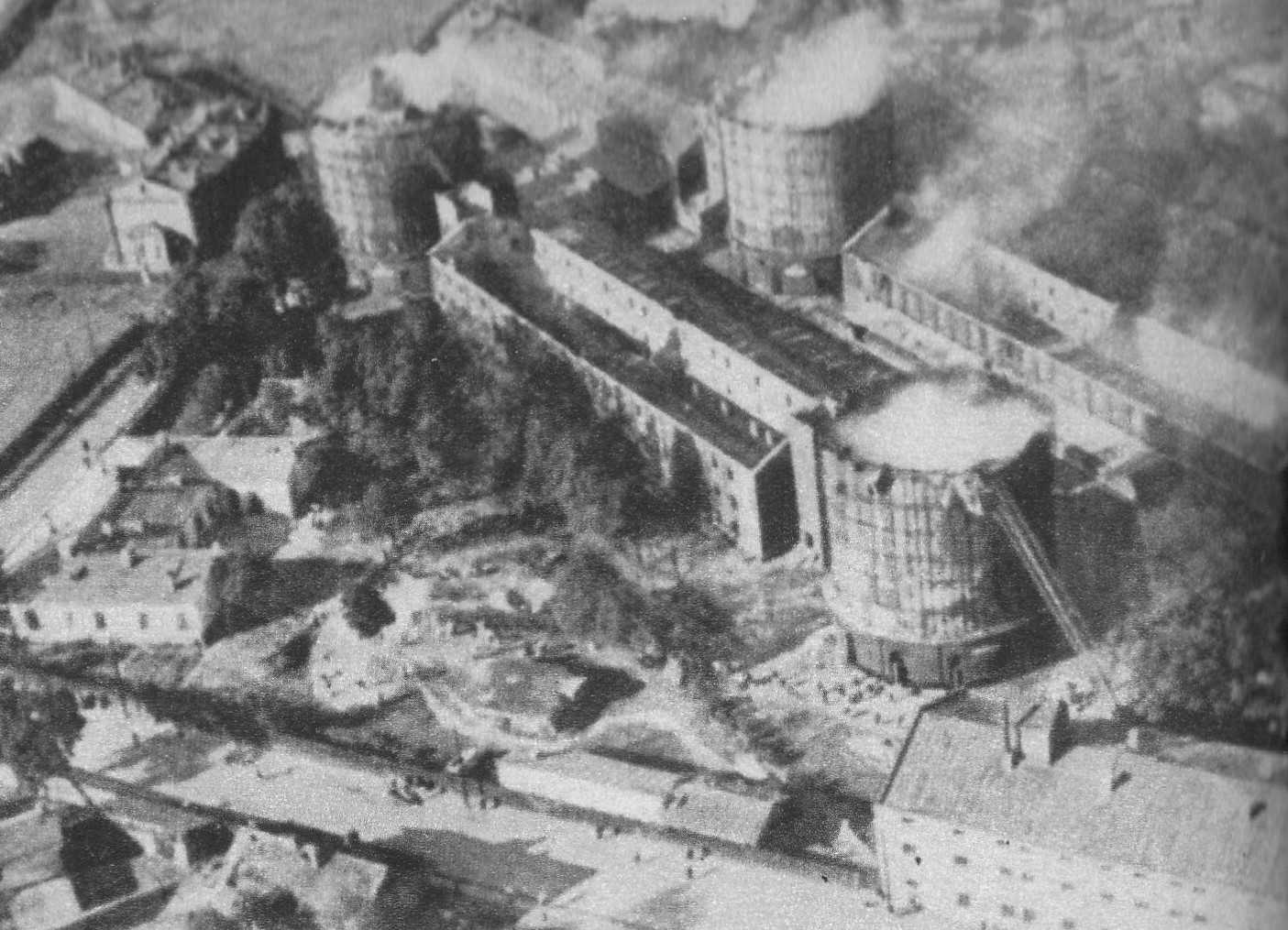
Zbombardowane elewatory zbożowe przy ul. Bema

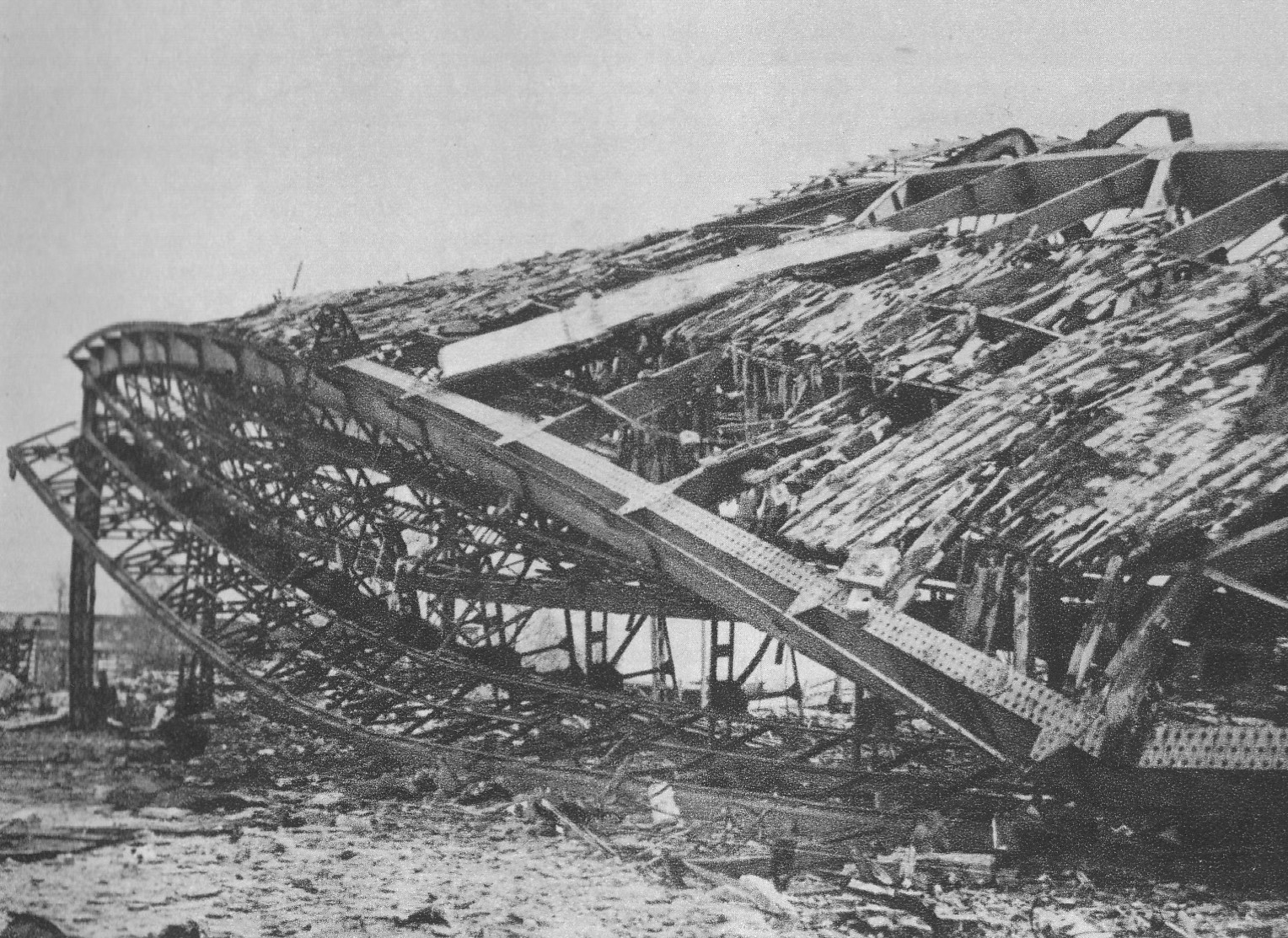
Zniszczony hangar na lotnisku Okęcie

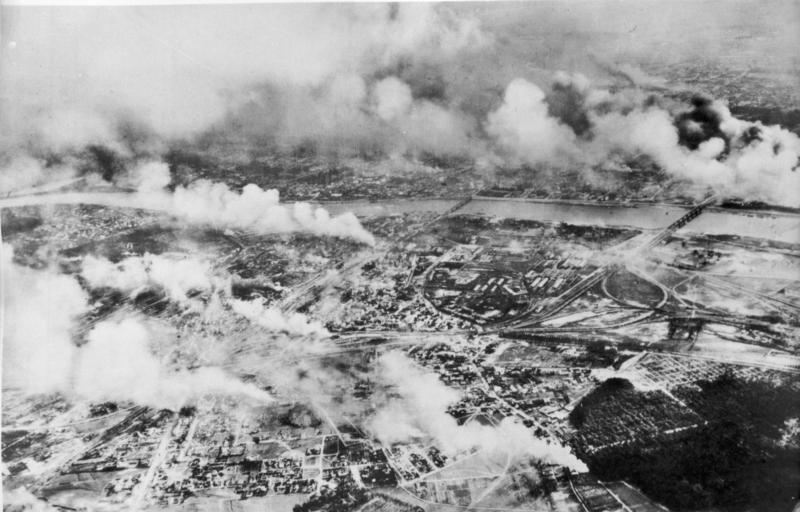
Pożary na Pradze

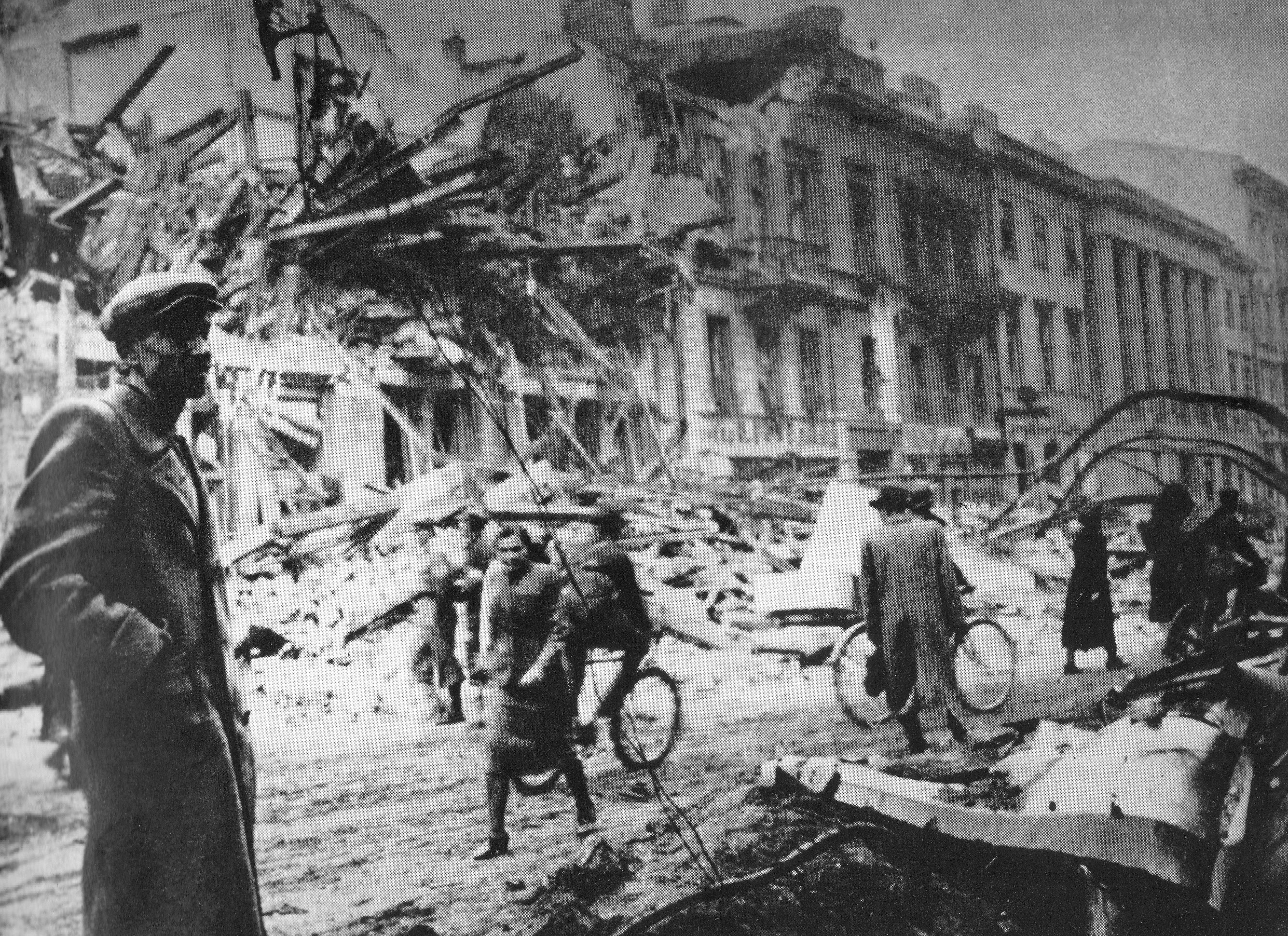
Zniszczone budynki przy ulicy Nowy Świat

Najbardziej ostrożne szacunki na temat strat poniesionych przez cywilną ludność Warszawy we wrześniu 1939 roku mówią o 10 tys. zabitych i 50 tys. rannych. Karol Mórawski, Henryk Stańczyk, Marian Marek Drozdowski i Dariusz Kaliński podają liczbę 25 tys. zabitych. Liczbę rannych szacują natomiast na około 20 tys., kilkadziesiąt tysięcy lub 50 tys.
Liczbę ofiar samych tylko nalotów lotniczych Tomasz Szarota szacuje na kilkanaście tysięcy.
Wśród ofiar bombardowania Warszawy we wrześniu 1939 roku byli: Bolesław Babski (adwokat, działacz ruchu ludowego, poseł na Sejm RP III kadencji), Stanisław Cywiński (inżynier, konstruktor lotniczy, współtwórca zakładów Plage i Laśkiewicz), Samuel Dickstein (matematyk, pedagog, historyk nauki), Zofia Domosławska (lekarka, działaczka sportowa), ks. Franciszek Gąsiorowski (duchowny katolicki, działacz związkowy, poseł na Sejm RP I kadencji i II kadencji), Halina Gepner (właścicielka i dyrektorka gimnazjum żeńskiego H. Gepnerówny), Józef Gołąbek (docent, współautor podręczników, wykładowca literatur słowiańskich na Uniwersytecie Warszawskim), Romuald Gregołajtys (okręgowy inspektor pracy w Warszawie), Stanisław Hiszpański (właściciel firmy szewskiej Hiszpański, działacz społeczny, współorganizator „Sokoła” w Warszawie i Kijowie), Stefan Hnydziński (aktor filmowy i teatralny), Tadeusz Karszo-Siedlewski (przemysłowiec, senator IV kadencji, delegat do specjalnych zadań komendanta Straży Obywatelskiej), Mieczysław Konopacki (lekarz, ppłk rez. WP, zastępca komendanta 1 Szpitala Okręgowego, współzałożyciel Polskiego Towarzystwa Anatomicznego), Karol Lutostański (adwokat, profesor Uniwersytetu Warszawskiego, prezes Towarzystwa Prawniczego), Dominik Łempicki (członek Związku Polskiego Kawalerów Maltańskich, współorganizator Szpitala Maltańskiego), Helena Marcello-Palińska (aktorka, członkini ZASP), Józef Maria Morawski (romanista, profesor Uniwersytetu Poznańskiego), Kazimierz Nowak (współzałożyciel polskiego skautingu, oficer WP, współzałożyciel i prezes Związku Maklerów Giełd Towarowych), Jan Około-Kułak (działacz społeczny i samorządowy, wiceprezydent Warszawy), Stanisław Osostowicz (artysta malarz, autor scenografii teatralnych), Halina Osostowicz (artystka malarka, żona Stanisława), Marian Palewicz-Golejewski (aktor filmowy i teatralny, śpiewak operowy, reżyser), Oskar Sosnowski (architekt, kapitan rez. WP, profesor Politechniki Warszawskiej), Stefan Steinhagen (rotmistrz WP, przedsiębiorca, szef wydziału intendentury ogólnej Straży Obywatelskiej), Zofia Szlenkier (pielęgniarka, współzałożycielka i dyrektorka Warszawskiej Szkoły Pielęgniarstwa, fundatorka Szpitala Dziecięcego Karola i Marii w Warszawie), Halina Szmolcówna (tancerka, primabalerina Teatru Wielkiego, pedagog), Wilhelm Topinek (działacz związkowy i socjalistyczny, poseł na Sejm RP II kadencji), Roman Wasilewski (porucznik rez. WP, dziennikarz).

### Straty materialne
Straty w substancji materialnej miasta powstałe we wrześniu 1939 roku są szacowane na 10%, 12% lub nawet do 20%. Wartość zniszczeń szacowano na ok. 3 mld przedwojennych złotych.
Największe zniszczenia odnotowano w Śródmieściu. Szczególnie dotkliwych strat doznała tam dzielnica północna, w tym m.in. okolice Nalewek. Bardzo duże zniszczenia zanotowano w rejonie pl. Bankowego i pl. Żelaznej Bramy. Silnie ucierpiała również zabudowa położona w sąsiedztwie Dworca Głównego, wokół placów Piłsudskiego i Teatralnego, w sąsiedztwie siedziby Polskiego Radia przy ul. Zielnej 25 oraz na początkowym odcinku ul. Senatorskiej. Ze względu na bliskie sąsiedztwo siedziby Dowództwa Obrony Warszawy (ul. Nowy Świat 67) „nieomal starta z powierzchni ziemi” została zabudowa na odcinku ul. Świętokrzyskiej od ul. Mazowieckiej do Nowego Światu. Duże zniszczenia odnotowano też na niektórych odcinkach Nowego Światu i ul. Marszałkowskiej.
Ogromne straty poniosła Praga, gdzie według jednego z szacunków zniszczeniu uległ niemal co drugi dom. Jednocześnie silnie ucierpiały te dzielnice i osiedla, które leżały na drodze niemieckiego natarcia, tj. Ochota, Saska Kępa, Mokotów oraz Wola. W tej ostatniej zniszczeniu uległo ponad 20% substancji majątkowej.
Spośród obiektów o dużej wartości zabytkowej, kulturalnej i historycznej lub mających duże znaczenie duchowe i symboliczne, które uległy zniszczeniu lub spaleniu w czasie oblężenia, wymienić można: Zamek Królewski, Teatr Wielki, Filharmonię Narodową, części zabudowań Politechniki i Uniwersytetu Warszawskiego (wraz z wyposażeniem pracowni i zakładów), gmach Generalnego Inspektoratu Sił Zbrojnych, Muzeum Przemysłu i Rolnictwa – w tym znajdujące się w nim zbiory Muzeum Etnograficznego, Muzeum Rzemiosł i Sztuki Stosowanej, Muzeum Techniki i Przemysłu, Muzeum Kolejnictwa, pałac Zamoyskich (siedziba MSW i Dowództwa Obrony Warszawy), pałac Ministra Skarbu wraz z sąsiednim pałacem Komisji Rządowej Przychodów i Skarbu (siedziba Ministerstwa Skarbu), pałac Prymasowski, pałac Biskupów Krakowskich, pałac Małachowskich, pałac Teppera, gmach Ministerstwa Spraw Wojskowych, gmach giełdy przy ul. Królewskiej, ewangelicko-augsburski kościół Św. Trójcy, Pasaż Simonsa (częściowo), gmach dawnej Panoramy przy ul. Karowej, Dom Dochodowy Warszawskich Teatrów Rządowych i kamienicę Karola Scheiblera przy ul. Trębackiej, Gościnny Dwór przy pl. Żelaznej Bramy i kamienicę Johna przy Krakowskim Przedmieściu.
Celem ataków stały się również zakłady przemysłowe, zakłady użyteczności publicznej oraz różnego rodzaju gmachy publiczne. Zniszczone zostały Instytut Higieny Psychicznej przy ul. Puławskiej oraz elewatory zbożowe przy ul. Bema. Poważnie ucierpiały Elektrownia Miejska, Gazownia na Woli i stacja pomp kanałowych przy ul. Dobrej, więzienie mokotowskie, gmach Dyrekcji Naczelnej Lasów Państwowych, fabryka Lilpop, Rau i Loewenstein, fabryka Gerlach, remiza tramwajowa przy ul. Młynarskiej. Zniszczone zostały redakcje i drukarnie „Robotnika”, „Kuriera Porannego” i „Kuriera Warszawskiego”.
Według datowanego na wiosnę 1942 roku raportu Polskiego Państwa Podziemnego, poświęconego zniszczeniom powstałym w czasie oblężenia Warszawy, spośród 18 495 warszawskich domów całkowicie zniszczonych zostało 2007, a uszkodzonych – 13 843. Ten sam raport informuje, że na 741 784 izb mieszkalnych uszkodzonych było 103 296, a całkowicie zniszczonych – 100 199 (tj. 13,5%).
Dotkliwe straty poniosły publiczne i prywatne zbiory biblioteczne oraz archiwalne. Centralna Biblioteka Wojskowa utraciła w czasie oblężenia niemal 99% zbiorów, w tym 250 tys. tomów, katalogi i znaczną część Archiwum Wojskowego. W dodatku zagładzie uległy przechowywane w niej Zbiory Rapperswilskie (800 rękopisów i 30 tys. druków). Spłonęły Biblioteka Ordynacji Przezdzieckich i Biblioteka Ordynacji Zamojskiej; w tej drugiej uległo zniszczeniu 1000 rękopisów politycznych, 10 tys. rękopisów gospodarczych i 70 tys. tomów. Ponadto zniszczone zostały: biblioteka Wolnej Wszechnicy Polskiej, biblioteka miejskich teatrów dramatycznych i biblioteka Państwowego Instytutu Sztuki Teatralnej. Duże straty poniosły zbiory biblioteczne Uniwersytetu Warszawskiego oraz Biblioteka Techników Polskich. Zniszczeniu uległy Archiwum Oświecenia, Archiwum Skarbowe (1/3 zbiorów) i archiwum Towarzystwa Kredytowego Ziemskiego.
Precyzyjne ustalenie, ile spośród tych zniszczeń należy przypisać nalotom Luftwaffe nie jest jednak możliwe. Bez wątpienia za znaczną ich część odpowiadał ostrzał artyleryjski.

## Podsumowanie działań polskiej OPL

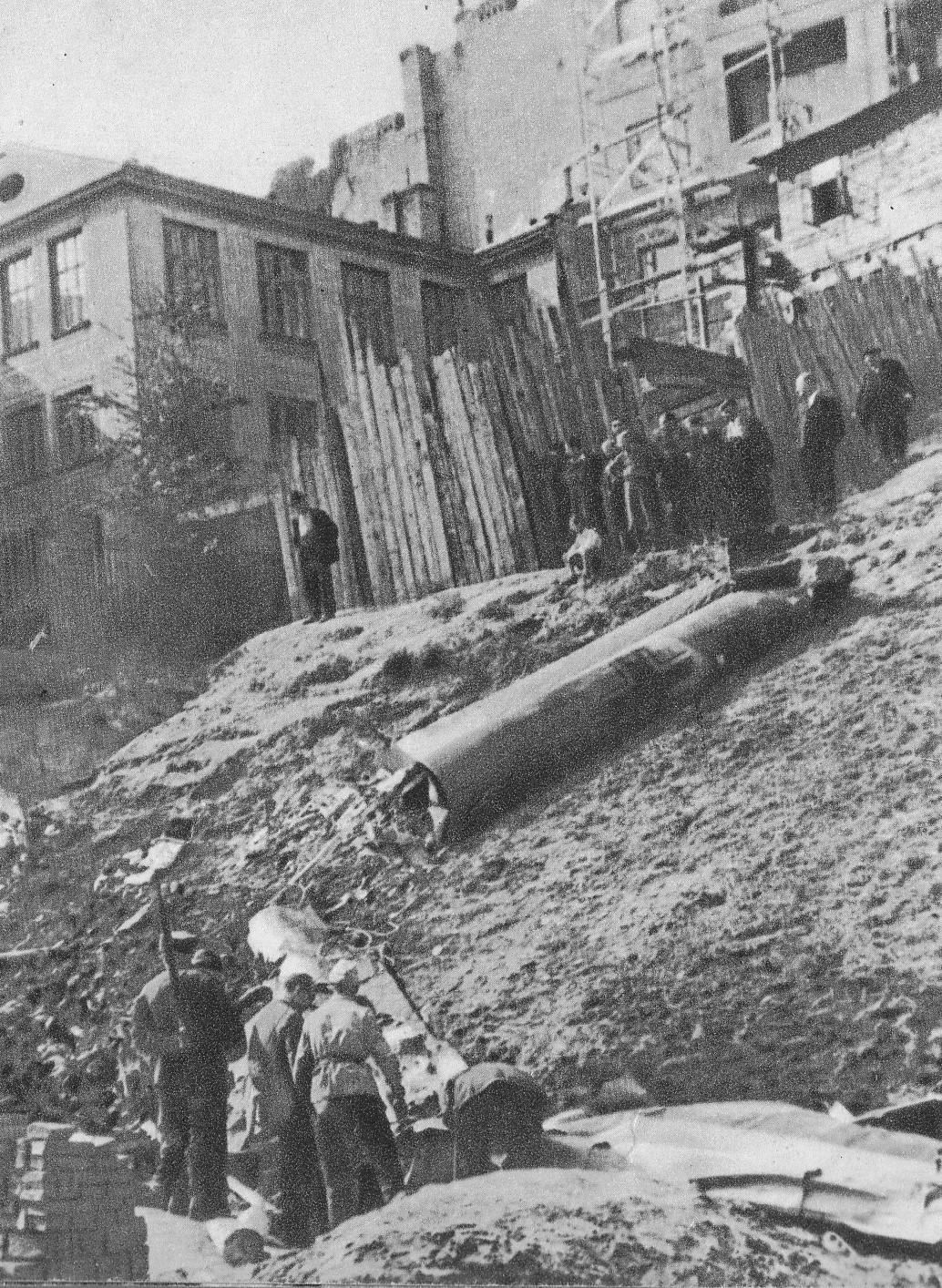
Szczątki zestrzelonego niemieckiego samolotu, który spadł w rejonie al. Na Skarpie (obecnie ul. Bartoszewicza)

Tadeusz Jurga ocenia, iż tak długo, jak Warszawa była osłaniana przez myśliwce Brygady Pościgowej, Luftwaffe przychodziło z trudem przeprowadzanie skutecznych nalotów na polską stolicę. Również Jerzy Cynk oceniał, że z zadania obrony powietrznej Warszawy brygada wywiązała się „w ciągu pierwszych dwóch dni całkowicie, a w ciągu następnych czterech dni w dużej mierze”.
Polscy piloci zgłosili zestrzelenie 37 samolotów nieprzyjaciela. Według starszych polskich źródeł, Brygada Pościgowa walcząc w obronie Warszawy miała zestrzelić 43 niemieckie samoloty na pewno oraz 9 prawdopodobnie. Według obliczeń Jerzego Cynka, między 1 a 6 września Brygada Pościgowa zestrzeliła 30,5 niemieckich samolotów, z czego 26,5 w obronie Warszawy, a cztery podczas wymiatania w rejonie Łodzi. Leksykon Warszawa Walczy 1939–1945 również podaje, że Brygada Pościgowa uzyskała 30 pewnych zestrzeleń. Z kolei według Dariusza Kalińskiego w walkach z polskimi myśliwcami nad Warszawą niemiecka Luftwaffe straciła 15 samolotów zniszczonych bezpowrotnie i kilkanaście ciężko uszkodzonych. Straty własne Brygady wyniosły 34 lub 36 myśliwców: zniszczonych lub uszkodzonych w stopniu nie nadającym się do remontu (odpowiednio 60% lub 68% stanu wyjściowego). Poległo lub zaginęło pięciu polskich pilotów, a dziesięciu zostało rannych.
Wycofanie Brygady Pościgowej na węzeł lotnisk wokół Lublina, które nastąpiło wieczorem 6 września, spowodowało, że cały ciężar obrony stolicy spadł na artylerię przeciwlotniczą. Tymczasem między 3 a 5 września na rozkaz władz wojskowych ewakuowano z Warszawy do miast na wschodzie kraju blisko 50% armat przeciwlotniczych. Pułkownik Kazimierz Baran rozkazał także wycofać do Lublina balony zaporowe i reflektory, uznając je za nieprzydatne. Według jego meldunku z 6 września w Warszawie pozostawiono jedynie pięć baterii armat 75 mm, 12 plutonów armat 40 mm i pięć kompanii przeciwlotniczych karabinów maszynowych. Tadeusz Jurga szacował, że w wyniku wycofania Brygady Pościgowej, a także ewakuacji znacznej liczby armat plot., balonów zaporowych i reflektorów, skuteczność polskiej OPL zmniejszyła się o co najmniej 75%.
Niemniej według meldunków Ośrodka OPL „Warszawa” polska artyleria przeciwlotnicza oraz przeciwlotnicze karabiny maszynowe zestrzeliły nad stolicą 97 niemieckich samolotów. Marian Porwit szacował, że ogień z ziemi strącił 106 niemieckich samolotów. Janusz Kowalski i Józef Kazimierz Wroniszewski szacowali straty Luftwaffe znacznie niżej, tj. odpowiednio na około 60 lub 56 samolotów.
W ocenie autorów opracowania Obrona przeciwlotnicza Warszawy we wrześniu 1939 r.:

Warszawa była największym polskim miastem, w którym zgromadzono najwięcej środków obrony przeciwlotniczej. Stacjonowało tu, jak na wrześniowe warunki, duże zgrupowanie artylerii przeciwlotniczej, ale nie tak silne, aby nawiązać równorzędną walkę z większymi zespołami samolotów bombowych Luftwaffe. Artyleria przeciwlotnicza absorbowała przez wiele dni znaczną część niemieckiego lotnictwa, oddając tym samym niemałą przysługę armii, a także wielu innym miastom.

Wskazują oni jednocześnie na błędy popełnione w czasie planowania i prowadzenia obrony przeciwlotniczej. W ich ocenie sieć stałych posterunków dozorowania nie zdała egzaminu, gdyż była zbyt rzadka i płytka, a w dodatku postępy Wehrmachtu spowodowały szybką utratę jej zewnętrznego pierścienia. Błędem było również wydzielenie pojedynczych plutonów do osłony ważniejszych obiektów, gdyż ze względu na fakt, że posiadały one zaledwie po dwie armaty 40 mm, ich skuteczność okazała się niewielka. Dyskusyjna jest również decyzja o wycofaniu z Warszawy wielu jednostek artylerii plot., w tym zwłaszcza baterii półstałych armat 75 mm, których przydatność w walce manewrowej była niewielka.
Dwóch żołnierzy Ośrodka OPL „Warszawa”: ppor. Wiesław Kędzierski (dowódca 103. samodzielnej baterii półstałej artylerii plot.) oraz ppor. Mikołaj Dunin-Marcinkiewicz (dowódca 108. plutonu artylerii plot.) zostało odznaczonych orderem Virtuti Militari. 25 żołnierzy odznaczono Krzyżem Walecznych.

## Ataki na cele cywilne

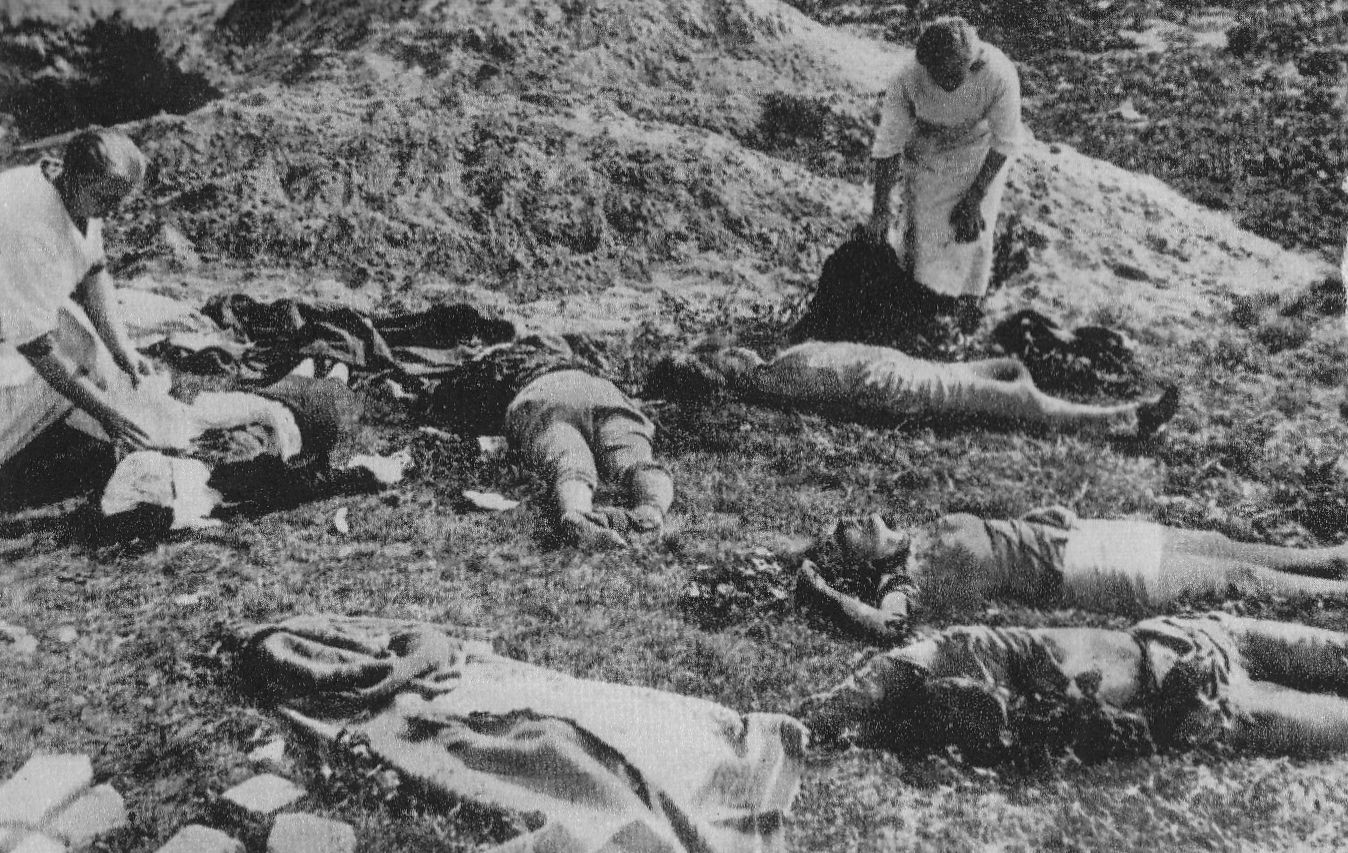
Ofiary nalotu przy ul. Ostroroga

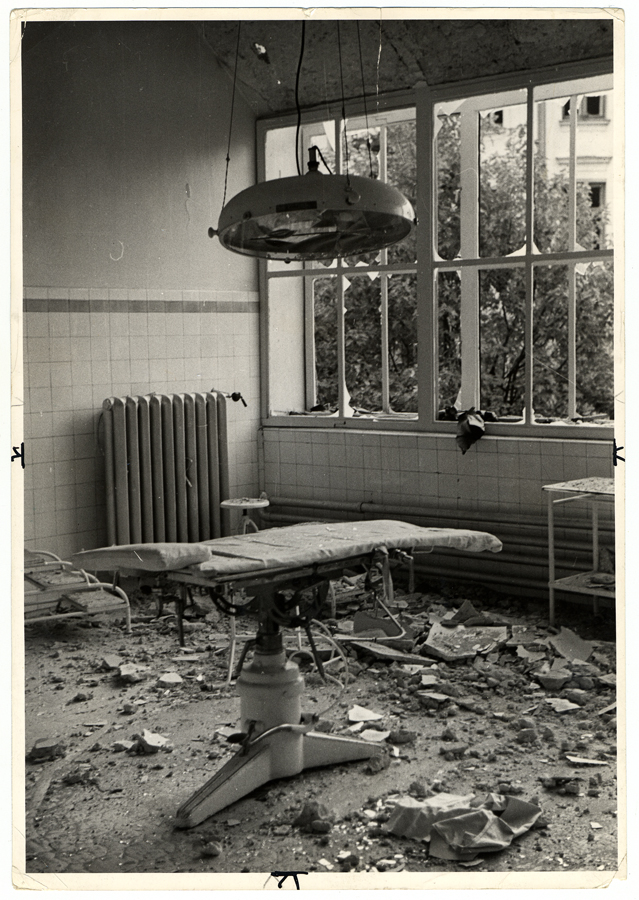
Zniszczony oddział położniczy w Szpitalu Przemienienia Pańskiego

Głównym celem niemieckich nalotów były gęsto zaludnione rejony Warszawy i gmachy użyteczności publicznej. Niemieccy lotnicy nie ograniczali się do atakowania celów militarnych, lecz bombardowali i ostrzeliwali także cele cywilne, w tym szpitale, kościoły, instytucje kultury oraz obiekty zabytkowe.
W publikacji Straty Warszawy 1939–1945. Raport Tomasz Szarota przywołuje dziennik warszawianki Haliny Regulskiej, która pod datą 11 września zanotowała, że w reakcji na pierwsze przypadki zbombardowania szpitali zostały one oznaczone flagami Czerwonego Krzyża. Już trzy dni później odnotowała jednak:

W szpitalach zdejmujemy na gwałt wywieszone flagi Czerwonego Krzyża. Okazuje się, że Niemcy nie tylko nie oszczędzają szpitali, lecz przeciwnie – specjalnie je ostrzeliwują. Ranni zdenerwowani i zaniepokojeni dopytują się, czy już zdjęliśmy flagi z dachu.

18 września Regulska odnotowała zalecenie, aby nie podawać przez radio adresów szpitali, gdyż natychmiast stają się one celem nalotów. Pod datą 21 września zapisała natomiast:

Gdy padły pierwsze bomby na szpitale wydawało się to nam tragiczną pomyłką. Z biegiem czasu jednak okazało się, że to nie przypadek, ale barbarzyńska metoda. Gdziekolwiek był znak Czerwonego Krzyża lub radio podało adres szpitala, tam niechybnie spadały bomby lub pociski artyleryjskie. Zdejmowaliśmy więc czym prędzej te flagi, a Polskie Radio zaprzestało podawania adresów. Niestety było już za późno. Niemcy znają już miejsca szpitali i bombardują je systematycznie.

W innych miejscach Regulska wspominała o ostrzeliwaniu przez niemieckich lotników kolumn uchodźców na drogach, a także o ostrzeliwaniu rolników pracujących w polu. Inna pamiętnikarka wspominała z kolei o celowym bombardowaniu i ostrzeliwaniu stołecznych cmentarzy.
We wrześniu 1939 roku niemieckie lotnictwo i artyleria intensywnie atakowały zamieszkaną przez Żydów dzielnicę północną. Prawdopodobnie nie było dziełem przypadku, że szczególnie silnie bombardowano ją w dniach, w których przypadały żydowskie święta religijne: Rosz ha-Szana (13 września) i Jom Kipur (23 września).
Krzysztof Pawłowski jest przekonany, że naloty na Warszawę we wrześniu 1939 roku miały ścisły związek z nazistowskimi planami sukcesywnego zniszczenia polskiej stolicy. Wskazuje, że o ile lotnicy zasadniczo oszczędzali Stare Miasto – przedstawiane później w goebbelsowskiej propagandzie jako rzekomy przykład niemieckich wpływów kulturowych w mieście – o tyle celem nalotów stał się bezpośrednio z nim sąsiadujący Zamek Królewski, będący siedzibą prezydenta i stanowiący symbol polskiej państwowości. Jednocześnie silnie bombardowano obiekty pochodzące z epoki nowożytnej – reprezentujące styl klasycystyczny, wolne od wpływów niemieckich, podnoszące rangę stolicy (m.in. Teatr Wielki, Filharmonia Narodowa, zabudowania Uniwersytetu Warszawskiego i pałace przy pl. Bankowym). Zestawienie stanu zniszczeń spowodowanych nalotami i ostrzałem artyleryjskim z planami „nowego niemieckiego miasta Warszawa”, które znalazły się w albumie z 6 lutego 1940 roku dedykowanym generalnemu gubernatorowi Hansowi Frankowi, wskazują zdaniem Pawłowskiego, że „planowo przeprowadzone działania niszczycielskie miały doprowadzić miasto do stanu, w którym jego totalna zagłada stałaby się w pełni uzasadniona”.
Według wziętego do niewoli lotnika, którego zeznania przytaczał uczestnik obrony Warszawy Z. Ptak, niemieckie dowództwo pozostawiło załogom bombowców wolną rękę przy podejmowaniu decyzji o atakach na obiekty oznaczone znakiem Czerwonego Krzyża. Niemniej niektórzy lotnicy mieli wykazywać opory przed łamaniem prawa wojennego. 11 lub 13 września gen. Wolfram von Richthofen zarządził samowolnie bombardowanie całego obszaru Warszawy, jednakże kierujący wyprawą bombową Heinrich Seywald (dowódca Kampfgeschwader 77), odmówił atakowania celów cywilnych w mieście, kierując swoje samoloty na cele wojskowe. W konsekwencji jeszcze tego samego dnia został pozbawiony stanowiska.

## Kwestia zgodności nalotów z konwencją haską
W układzie kapitulacyjnym podpisanym 28 września 1939 roku strona niemiecka mimo protestów gen. Tadeusza Kutrzeby wprowadziła do tekstu określenie „Twierdza Warszawa” (niem. Festung Warschau). Jako uzasadnienie gen. Johannes Blaskowitz, a później także nazistowska propaganda, wskazywali fakt, iż obrona miasta była prowadzona m.in. w oparciu o forty dawnej carskiej Twierdzy Warszawa. Jednocześnie w niemieckich publikacjach propagandowych utrzymywano, że Luftwaffe przynajmniej do 17 lub 25 września ograniczała się do atakowania wyłącznie celów militarnych w Warszawie. Winą za ofiary i zniszczenia spowodowane nalotami obarczano natomiast „zbrodnicze” polskie dowództwo, które „bezsensownie poświęciło miasto”. W wydanej jesienią 1939 roku książce Luftwaffe schlägt zu! Der Luftkrieg in Polen stwierdzono wręcz, że nalot dywanowy 25 września miał na celu „skrócenie nieopisanej biedy ludności cywilnej”.
Adolf Hitler nawiązał do bombardowań Warszawy w przemówieniu, które wygłosił 8 listopada 1942 roku w Monachium. Przeciwstawił wówczas niemieckie naloty na Warszawę alianckim nalotom na Niemcy, twierdząc, że te pierwsze były możliwie humanitarne i że pragnął ocalić kobiety i dzieci. Niemniej już 17 października 1939 roku nazistowskie Ministerstwo Propagandy wydało zarządzenie zakazujące publikowania jakichkolwiek danych na temat zniszczeń Warszawy i jej ewentualnej odbudowy. Najprawdopodobniej Hitler wydał także polecenie, aby nie publikować zdjęć ruin polskiej stolicy, aczkolwiek sceny pokazujące skutki bombardowania Warszawy znalazły się w niemieckim filmie propagandowym Feuertaufe, którego premiera odbyła się 6 kwietnia 1940 roku.
Feldmarszałek Albert Kesselring, który w czasie kampanii wrześniowej dowodził Luftflotte 1, w wydanych w 1954 roku wspomnieniach twierdził, że działania Luftwaffe nad Polską były prowadzone „po rycersku i w sposób humanitarny”. Również niektórzy niemieccy historycy i publicyści utrzymywali, że naloty na Warszawę były zgodne z konwencją haską z 1907 roku. Jednym z nich był Cajus Bekker, który oceniał, że Warszawa „nie była żadnym »otwartym miastem« tylko zaciekle bronioną twierdzą”, a „jeden jedyny ciężki atak” nastąpił 25 września 1939 roku. Również brytyjski historyk Mike Spick skłonny jest uznawać dopiero bombardowanie 25 września za nalot terrorystyczny.
Według gen. Kutrzeby we wrześniu 1939 roku Warszawa była „otwartym miastem z improwizowaną doraźnie obroną”. Zdaniem Tomasza Szaroty i Henryka Stańczyka stosowanie przez Niemców terminu Festung Warschau było wyłącznie zabiegiem propagandowym, który miał w oczach światowej opinii publicznej usprawiedliwić wielodniowe, zmasowane naloty i ostrzał artyleryjski miasta. Ten pierwszy dodaje również, że „jest oczywiste, że los Warszawy miał zniechęcić napadnięte kraje do stawiania Niemcom oporu”. Według Szaroty sugestie, że niemieckie lotnictwo do 25 września ograniczało bombardowanie do ściśle ograniczonych celów, są ewidentnym kłamstwem. Według Andrzeja Rzepniewskiego na zbrodniczy charakter działań Luftwaffe nad Warszawą wskazywać może fakt, że większe straty spowodowane nalotami odnotowano w centrum miasta, niż w dzielnicach podmiejskich, które leżały bliżej linii frontu. Pułkownik Tadeusz Roman Tomaszewski wspominał, że w „lany poniedziałek” 25 września 1939 roku „bombardowano nie stanowiska bojowe naszych oddziałów, lecz głównie miasto i ludność”. 
O tym, iż niemieckie naloty miały charakter terrorystyczny, a ich głównym celem było złamanie morale mieszkańców stolicy, był przekonany amerykański dziennikarz Julien Bryan, który we wrześniu 1939 roku przebywał w oblężonej stolicy. Z kolei attaché lotniczy ambasady Francji miał wyrazić opinię, że Luftwaffe prowadziła działania nad Warszawą zgodnie z zasadami prawa wojennego, a ofiary wśród ludności cywilnej były skutkiem obecności cywilów w pobliżu celów wojskowych.
Jochen Böhler podkreśla, że Warszawa była silnym ośrodkiem oporu, stąd nie można stawiać znaku równości między bombardowaniem tego miasta a zaskakującym i „niczym nie usprawiedliwionym” nalotem na niebroniony Wieluń. Dodaje jednak, że różnica między obydwoma nalotami „nie była aż tak wielka, jak by się mogło wydawać przy pobieżnej analizie wydarzeń”. Jego zdaniem działania Luftwaffe miały bowiem na celu sterroryzowanie ludności cywilnej, a także sprawdzenie w praktyce możliwości technicznych nowoczesnych sił powietrznych.
Według Jerzego Cynka:

Naloty bombowe, choć ostentacyjnie skierowane przeciw określonym obiektom wojskowym, pozostawiały załogom wielką swobodę w atakowaniu zastępczych celów przygodnych i od pierwszego dnia wojny nosiły charakter niczym nieskrępowanej działalności terrorystycznej przeciw ludności cywilnej miast i wsi polskich, nie wyłączając intensywnych bombardowań miejscowości zupełnie pozbawionych znaczenia militarnego. Puck, Warszawa, a szczególnie Wieluń były jaskrawymi tego przykładami.

## Upamiętnienie

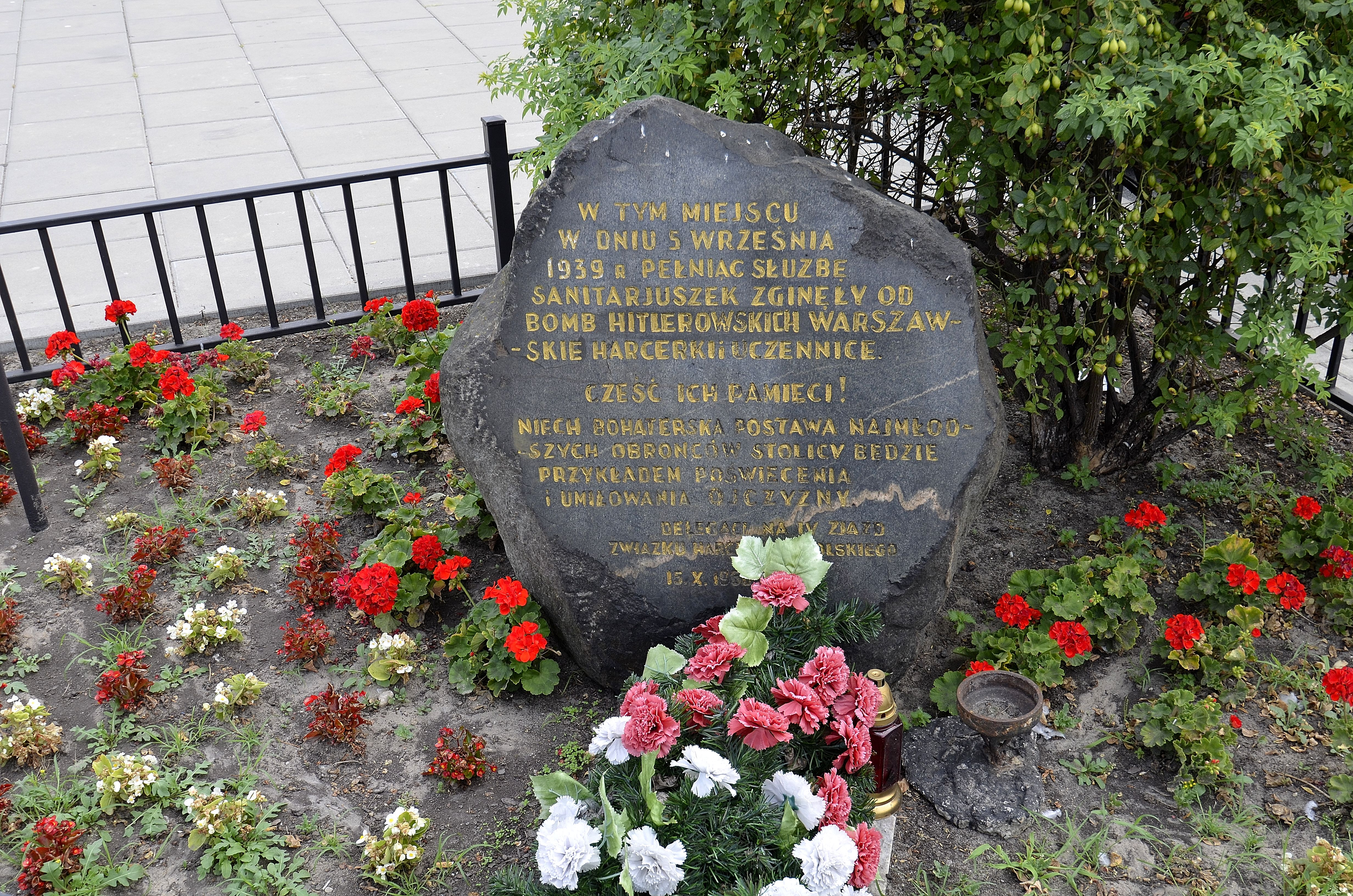
Kamień pamiątkowy z tablicą przy ul. Kijowskiej, upamiętniający harcerki zabite 5 września 1939 w niemieckim nalocie na Dworzec Wschodni

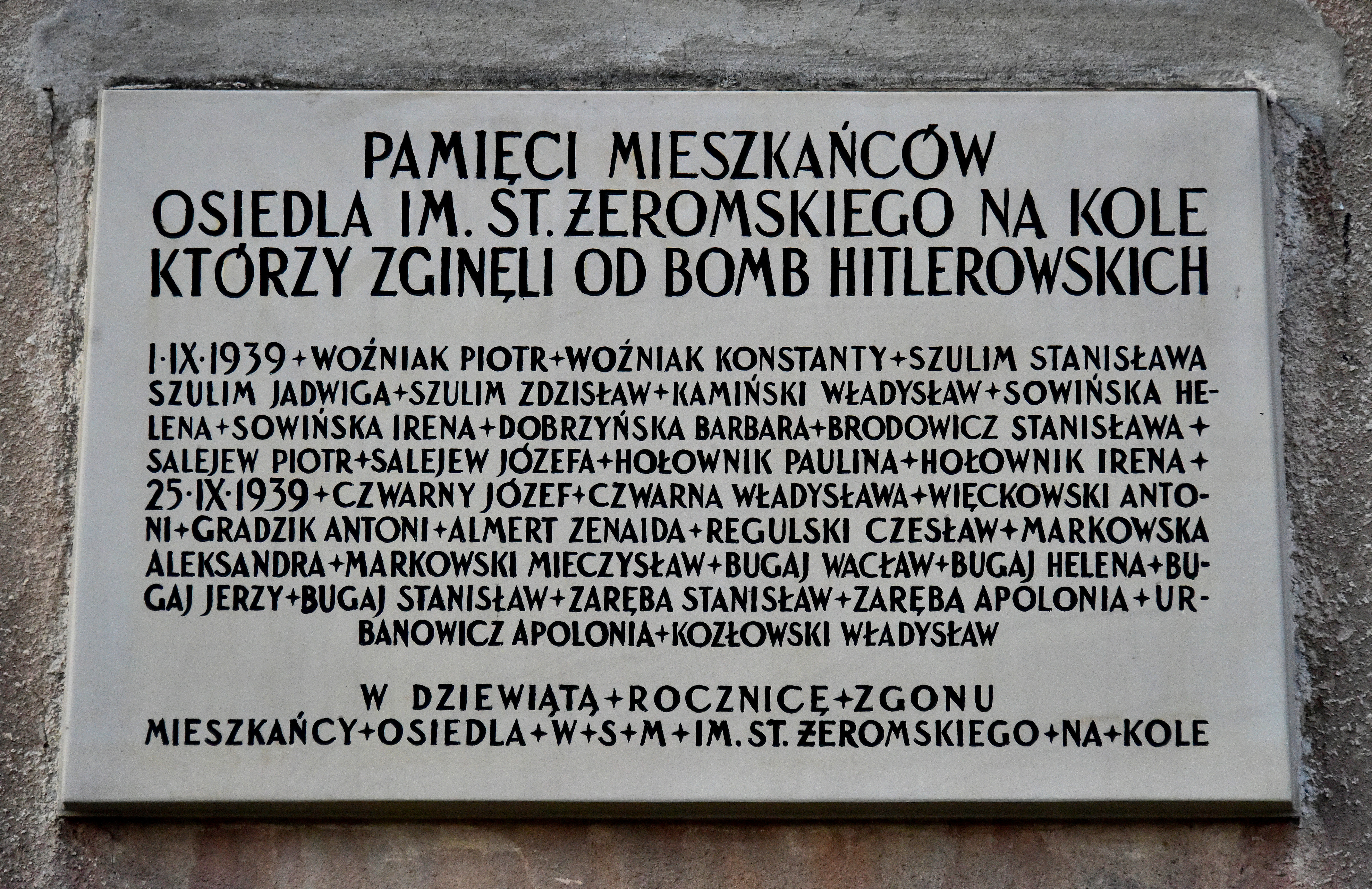
Tablica przy ul. Obozowej 76

Ofiary niemieckich nalotów na Warszawę we wrześniu 1939 roku upamiętniają:
- kamień pamiątkowy z tablicą przy ul. Kijowskiej, na skwerze przed Dworcem Wschodnim, upamiętniający harcerki zabite w czasie bombardowania dworca 5 września 1939 roku[266];
- tablica na ścianie domu przy ul. Obozowej 76, upamiętniająca mieszkańców osiedla TOR im. Stefana Żeromskiego na Kole zabitych w czasie niemieckich nalotów we wrześniu 1939 roku[267].
- postument przy ul. Kasprzaka 17, na terenie Szpitala Wolskiego, upamiętniający szpital św. Ducha, w tym jego zniszczenie przez niemieckie bomby 25 września 1939 roku[268].
- tablica w bramie pałacu Jabłonowskich przy ul. Senatorskiej 14/16 upamiętniająca wiceprezydenta Warszawy Jana Około-Kułaka oraz jego współpracowników (w tym Wincentego Galińskiego), którzy zginęli 25 września 1939 roku[185].
- tablica na ścianie budynku Komendy Głównej Żandarmerii Wojskowej przy ul. Ostroroga 35, upamiętniająca Annę Kostewicz i Juliena Bryana[269].

## Odniesienia w kulturze
Do niemieckich nalotów na Warszawę we wrześniu 1939 roku nawiązali Antoni Słonimski w wierszu Alarm oraz Jan Lechoń w wierszu Pieśń o Stefanie Starzyńskim.
Bombardowanie Warszawy i jego skutki ukazano w polskim filmie biograficznym ...Gdziekolwiek jesteś panie prezydencie... z 1978 roku (reż. Andrzej Trzos-Rastawiecki).